# Toronto
Toronto (pronunciado em inglês: [/təˈrɒntoʊ/] (escutarⓘ) é a maior cidade e maior centro financeiro do Canadá, além de ser a capital da província canadense de Ontário. Com uma população estimada de 2 731 571 de habitantes em 2016, é a quarta cidade mais populosa da América do Norte depois da Cidade do México, Nova York e Los Angeles. Toronto é a cidade mais importante da região metropolitana de Toronto, a região metropolitana mais populosa do Canadá, e âncora da Golden Horseshoe, uma região urbanizada em Ontário que abriga cerca de 9,2 milhões de pessoas, ou mais de 26% da população do Canadá. Uma cidade global, Toronto é um centro internacional de negócios, finanças, arte, cultura, qualidade de vida e segurança. Em 2017, Toronto foi considerada pelo Economist a quarta melhor cidade do mundo para se viver e uma das cidades mais seguras do Canadá e do continente americano.
A cidade está localizada na região sul da província de Ontário, na costa noroeste do lago Ontário, em um amplo planalto inclinado intercalado com rios, ravinas profundas e florestas urbanas. Os povos indígenas viajaram e habitaram a área por mais de 10 000 anos. Após a compra de Toronto, as primeiras nações renderam a área à Coroa Britânica, os britânicos estabeleceram a cidade de York em 1793, e depois a designaram como a capital do Canadá Superior. Durante a Guerra de 1812, a cidade foi o local da batalha de York e sofreu grandes danos pelas tropas dos Estados Unidos. York foi renomeada e incorporada como a cidade de Toronto em 1834 e tornou-se a capital da província de Ontário durante a Confederação Canadense em 1867. A cidade desde então expandiu suas fronteiras originais através de anexações e fusões para sua área atual de 630 quilômetros quadrados.
Toronto é uma das cidades mais multiculturais e cosmopolitas do mundo. A população diversificada de Toronto reflete seu papel atual e histórico como um destino importante para os imigrantes no Canadá, com quase 50% dos residentes pertencentes a um grupo populacional de minorias visíveis, e mais de 200 origens étnicas distintas representadas entre seus habitantes. Enquanto a maioria dos torontonianos fala inglês como língua principal, existem mais de 160 línguas diferentes faladas na cidade.
Toronto é um centro proeminente para produção de música, teatro, cinema e produção de televisão, abriga a sede das principais redes nacionais de transmissão do Canadá e meios de comunicação. As instituições culturais variadas, que incluem inúmeros museus e galerias, festivais e eventos públicos, distritos de entretenimento, locais históricos nacionais e atividades esportivas, atraem mais de 25 milhões de turistas por ano. Toronto é conhecida por seus arranha-céus e edifícios altos, em particular a estrutura mais alta do hemisfério Ocidental, a Torre CN. A cidade é o lar da Bolsa de Valores de Toronto, é sede dos cinco maiores bancos do Canadá e de grandes corporações canadenses e multinacionais. Sua economia é altamente diversificada, com pontos fortes em tecnologia, design, serviços financeiros, ciências da vida, educação, artes, moda, serviços empresariais, inovação ambiental, serviços de alimentação e turismo.

## História

### Antes de 1800

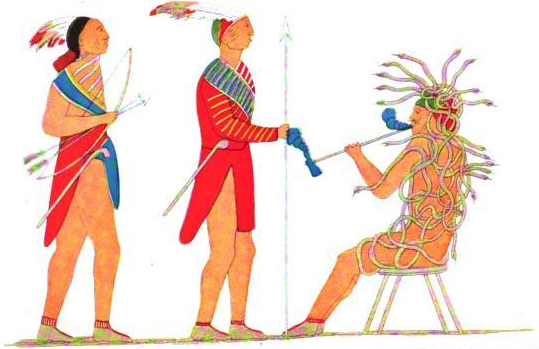
Iroqueses, um dos povos nativos da região de Toronto.

Quando os europeus chegaram pela primeira vez na região da atual Toronto, a vizinhança era habitada pelos iroqueses, que até então tinham deslocado os hurões, povo que havia ocupado a região séculos antes de 1500. O nome de Toronto provavelmente é derivado da palavra iroquesa tkaronto, que significa "lugar onde as árvores estão na água". Isso se refere ao extremo norte do que é agora o Lago Simcoe, onde os hurões plantaram árvores para encalhar os peixes. No entanto, a palavra "Toronto", que significa "abundância" também aparece em um léxico francês da língua wyandot em 1632 e apareceu em mapas franceses referentes a vários locais, incluindo a Baía Georgiana, o Lago Simcoe e vários rios. Uma rota de portagem do Lago Ontário para o Lago Huron atravessando este ponto levou ao uso generalizado do nome. Na década de 1660, os iroqueses estabeleceram duas aldeias dentro do que hoje é Toronto, Ganatsekwyagon, nas margens do rio Rouge, e Teiaiagon, nas margens do rio Humber. Em 1701, os mississaugas haviam deslocado os iroqueses, que abandonaram a área de Toronto no final da Guerra dos Castores.
Os comerciantes franceses fundaram o Fort Rouillé, no atual Exhibition Place em 1750, mas o abandonaram em 1759. Durante a Guerra Revolucionária Americana, a região viu um afluxo de colonos britânicos, que fugiram para as terras britânicas ao norte do Lago Ontário. A nova província do Canadá Superior estava em processo de criação e precisava de uma capital. 
Em 1787, o britânico Lord Dorchester providenciou a compra de Toronto dos mississaugas, garantindo assim mais de 1 000 km² de terra na área de Toronto. Dorchester pretendia que a localização fosse chamada Toronto.
Em 1793, o governador John Graves Simcoe estabeleceu a cidade de York nas terras de Toronto, nomeada em homenagem ao príncipe Frederico, Duque de Iorque e Albany. Simcoe decidiu transferir a capital do Canadá Superior de Newark (Niagara-on-the-Lake) para York, acreditando que o novo local seria menos vulnerável a ataques dos Estados Unidos. A guarnição de York foi construída na entrada do porto natural da cidade, protegida por uma longa península de areia. O estabelecimento da cidade se formou no extremo leste do porto atrás da península, perto do atual cruzamento das ruas do Parlamento e Front (na área da "Cidade Velha").

### 1800 - 1945

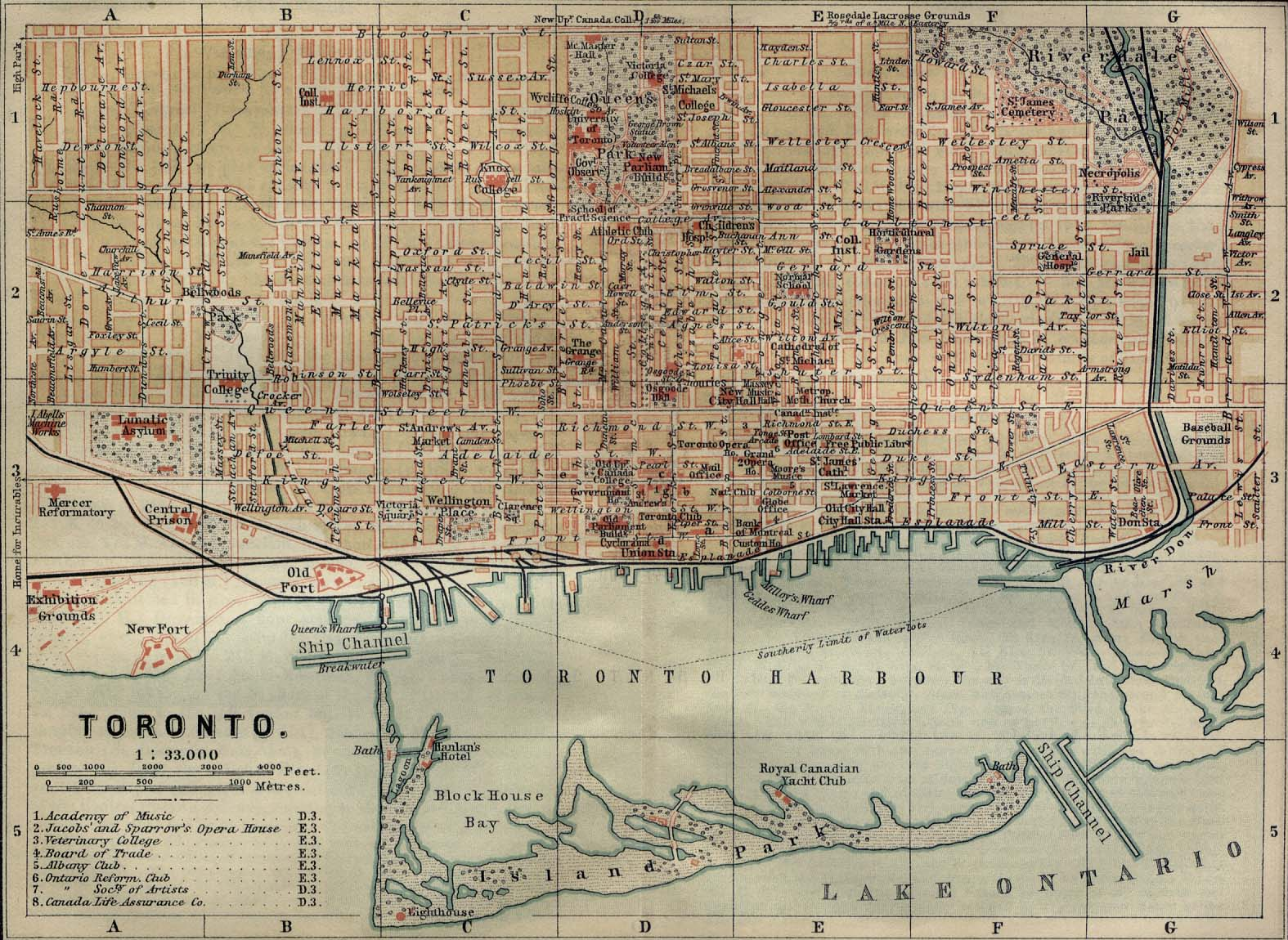
Mapa de Toronto em 1894.

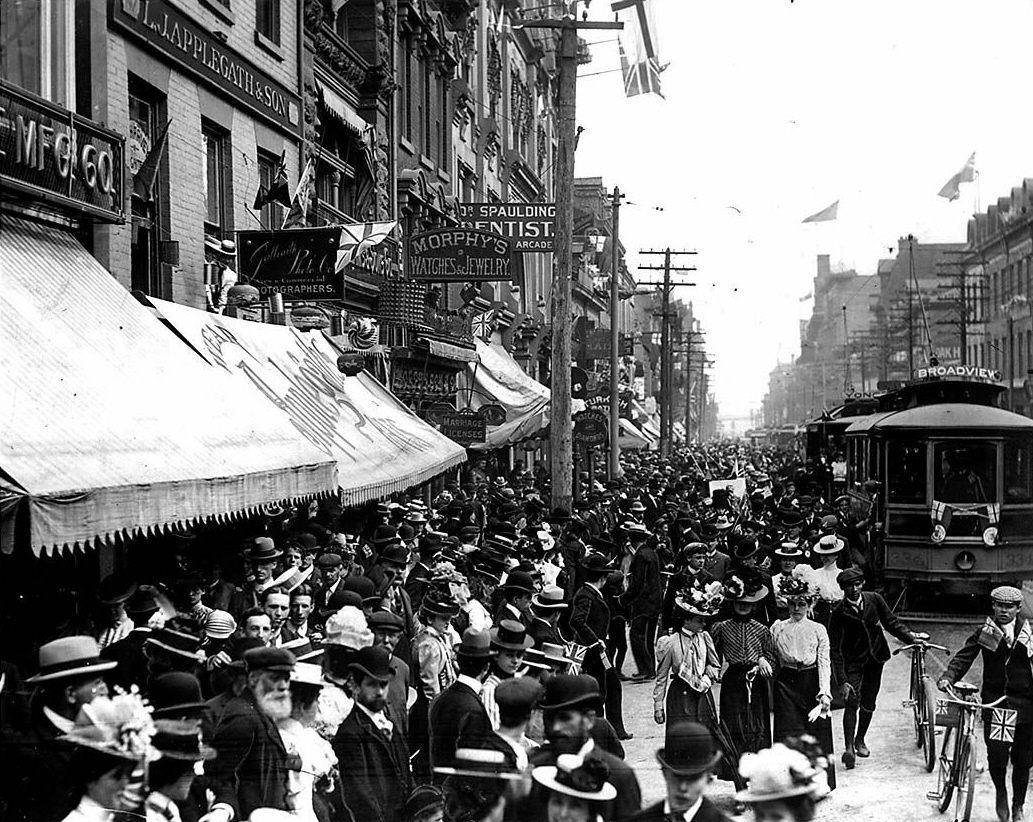
Yonge Street em 1900.

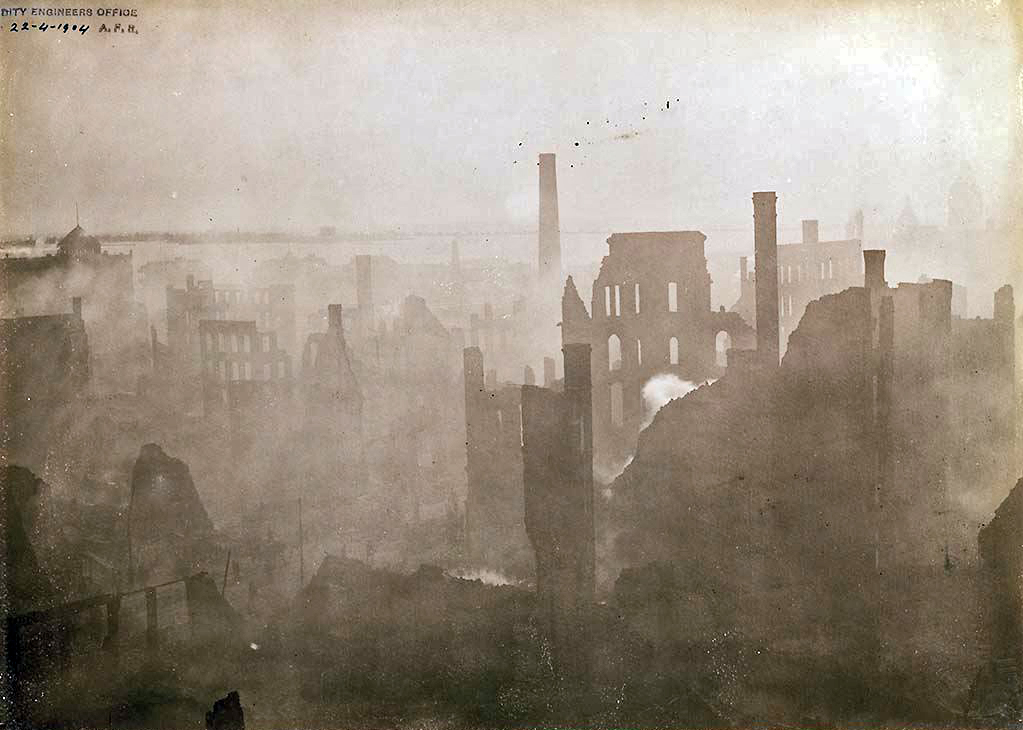
Grande incêndio de Toronto de 1904.

Em 1813, como parte da Guerra anglo-americana de 1812, a Batalha de York terminou na captura e saque da cidade pelas forças dos Estados Unidos. A rendição da cidade foi negociada por John Strachan. Os soldados estadunidenses destruíram grande parte da guarnição e incendiaram os edifícios do parlamento durante uma ocupação de cinco dias. O saque de York foi uma motivação principal para a Batalha de Washington por tropas britânicas mais tarde na guerra. York foi incorporada pela cidade de Toronto em 6 de março de 1834, retornando ao seu nome original nativo. 
O político reformista William Lyon Mackenzie tornou-se o primeiro prefeito de Toronto e liderou a Rebelião do Canadá Superior sem sucesso de 1837 contra o governo colonial britânico.
A população de Toronto de apenas 9 mil habitantes incluía escravos africanos afligidos, alguns dos quais foram trazidos pelos lealistas, incluindo o líder mohawk Joseph Brant. Os torontonianos integravam pessoas de cor em sua sociedade. Na década de 1840, uma casa entre as ruas Frederick e King, um lugar de prosperidade mercantil, era operada por um homem de cor chamado Bloxom. A escravidão foi banida no Canadá Superior (e em todo o Império Britânico) em 1834.
Como um destino importante para imigrantes para o Canadá, a cidade cresceu rapidamente durante o restante do século XIX. O primeiro influxo significativo de população ocorreu quando a Grande Fome Irlandesa trouxe um grande número de irlandeses para a cidade, alguns deles transitórios e de maioria católica. Em 1851, a população nascida na Irlanda tornou-se o maior grupo étnico da cidade. Um número menor de imigrantes irlandeses protestantes foi recebida pela população de escoceses e ingleses existente, dando à Ordem de Orange uma influência significativa e duradoura sobre a sociedade local.
Por breves períodos, Toronto foi por duas vezes a capital da Província do Canadá: primeiro de 1849 a 1852, após a agitação em Montreal e, mais tarde, 1856-1858, após Quebec ter se tornado a capital até 1866 (um ano antes da Confederação). Desde então, a capital canadense permaneceu em Ottawa. Toronto tornou-se a capital da província de Ontário após sua criação oficial em 1867. Por causa do estatuto de capital da província, a cidade também era o local da Casa do Governador e da residência do vice-representante da Coroa Britânica.
No século XIX, um extenso sistema de esgoto foi construído e as ruas ficaram iluminadas com iluminação a gás como um serviço regular. Linhas ferroviárias de longa distância foram construídas, incluindo uma rota completada em 1854, ligando Toronto com os Grandes Lagos Superiores. A Grand Trunk Railway e a Northern Railway of Canada juntaram-se ao edifício da primeira estação ferroviária no centro da cidade. O advento da ferrovia aumentou drasticamente o número de imigrantes que chegaram, comércio e indústria, assim como as embarcações de vapor e as escunas do lago Ontario entraram no porto. Isto permitiu que Toronto se tornasse um portal importante que ligava o mundo ao interior do continente norte-americano.
Toronto tornou-se o maior centro de bebidas destiladas na América do Norte; as operações da Gooderham e Worts Distillery tornaram-se a maior fábrica de whisky do mundo na década de 1860. Uma seção preservada desta indústria local, uma vez dominante, permanece no Distrito Distillery. O porto permitiu o acesso seguro às importações de grãos e açúcar utilizados no processamento. A expansão das instalações portuárias e ferroviárias trouxe madeira no norte para exportação e carvão importado da Pensilvânia.
Os trens de tração a cavalo deram lugar ao bonde elétrico em 1891, quando a cidade concedeu a operação da franquia de trânsito para a Toronto Railway Company. O sistema de trânsito público passou para a propriedade pública em 1921, enquanto a Comissão de Transporte de Toronto, mais tarde renomeou a Comissão de Trânsito de Toronto. O sistema agora tem o terceiro maior número de usuários de qualquer sistema de transporte público da cidade na América do Norte.
O grande incêndio de Toronto de 1904 destruiu uma grande parte do centro da cidade, mas ela foi rapidamente reconstruída. O incêndio causou mais de 10 milhões de dólares canadenses em danos e resultou em leis de segurança contra incêndios mais rigorosas e na expansão do departamento de bombeiros da cidade.

### Desde 1945

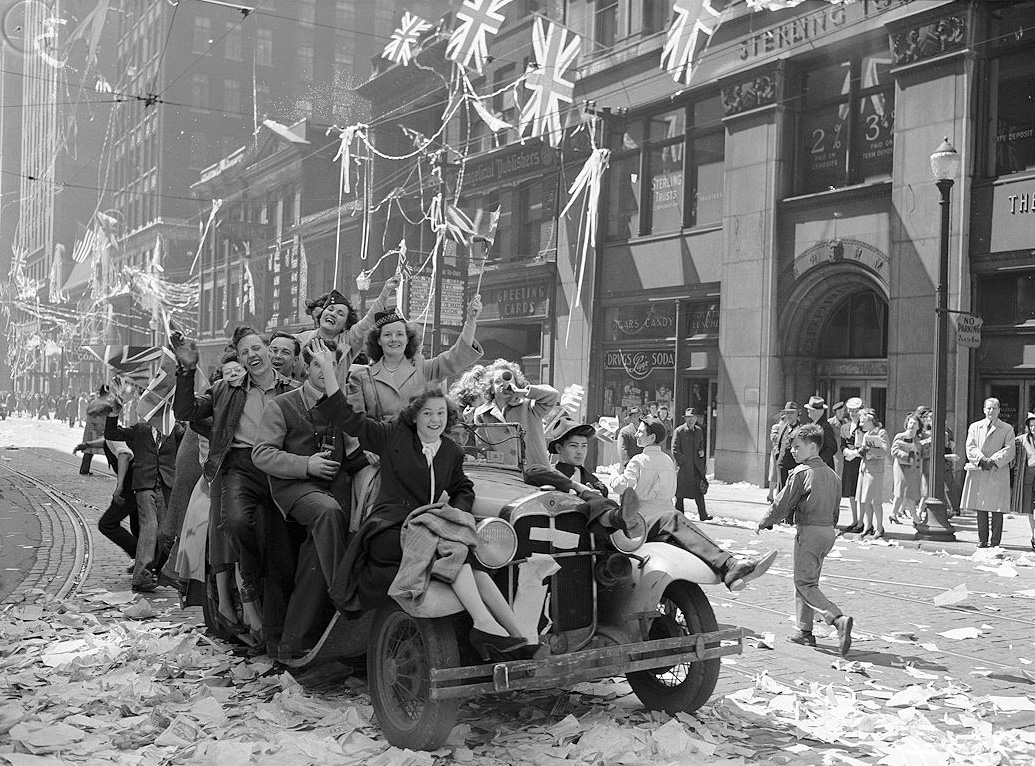
Pessoas celebrando o Dia da Vitória na Europa na Bay Street em 1945.

Após a Segunda Guerra Mundial, chegaram refugiados da Europa devastada pela guerra e chineses, bem como trabalhadores da construção, particularmente da Itália e de Portugal. Após a eliminação das políticas de imigração de base racial no final da década de 1960, a imigração passou a vir de todas as partes do mundo. A população de Toronto cresceu para mais de um milhão de habitantes em 1951, quando a construção em larga escala de subúrbios começou. A população dobrou para dois milhões em 1971. Na década de 1980, Toronto superou Montreal como a cidade mais populosa do Canadá e o principal centro econômico do país. Durante esse período, em parte devido à incerteza política levantada pelo ressurgimento do movimento da soberania de Quebec, muitas corporações nacionais e multinacionais moveram as suas sedes de Montreal para Toronto e as cidades do Oeste do Canadá.
Em 1954, a cidade de Toronto e 12 municípios vizinhos foram federados em um governo regional conhecido como Municipalidade da Região Metropolitana de Toronto. O boom do pós-guerra resultou em rápido desenvolvimento suburbano e acreditava-se que uma estratégia coordenada de uso do solo e de serviços compartilhados proporcionaria maior eficiência para a região. O governo metropolitano começou a gerenciar serviços que atravessavam as fronteiras municipais, incluindo transportes, serviços policiais, abastecimento de água e trânsito público. Naquele ano, meio século após o Grande Incêndio de 1904, o desastre atingiu a cidade novamente quando o Furacão Hazel trouxe ventos intensos e inundações instantâneas. Na área de Toronto, 81 pessoas foram mortas, cerca de 1.900 famílias ficaram sem casa e o furacão causou mais de 25 milhões de dólares de danos.
Em 1967, os sete municípios mais pequenos da Municipalidade da Região Metropolitana de Toronto foram incorporados em seus vizinhos maiores, resultando em uma configuração de seis municípios que incluía a cidade velha de Toronto e os municípios vizinhos de East York, Etobicoke, North York, Scarborough e York.  Em 1998, o governo provincial conservador liderado por Mike Harris dissolveu o governo metropolitano, apesar da vigorosa oposição dos municípios componentes e rejeição esmagadora em um plebiscito municipal. Todos os seis municípios foram amalgamados em um único município, criando a atual cidade de Toronto, sucessora da antiga cidade de Toronto. O prefeito de North York, Mel Lastman, se tornou o primeiro prefeito da "megacidade" e o 62º prefeito de Toronto.
Em 6 de março de 2009, a cidade comemorou o 175º aniversário da sua criação como a cidade de Toronto, em 1834. Toronto recebeu a 4ª reunião de cúpula do G20, de 26 a 27 de junho de 2010. Isto incluiu a maior operação de segurança na história do Canadá e, após grandes protestos e tumultos, resultaram na maior prisão em massa (mais de mil pessoas) na história do Canadá.
Em 8 de julho de 2013, inundações severas atingiram Toronto após uma tarde de tempestades intensas. A Toronto Hydro estimou que 450 mil pessoas estavam sem energia após a tempestade e o Aeroporto Internacional Pearson informou que 126 mm de chuva caíram durante cinco horas, mais do que durante o furacão Hazel. Dentro de seis meses, em 20 de dezembro de 2013, Toronto foi interrompida pela pior tempestade de gelo da história da cidade que rivalizava com a severidade da tempestade de gelo de 1998. Toronto passou a hospedar o WorldPride em junho de 2014 e foi a anfitriã dos Jogos Pan-Americanos de 2015.

## Geografia

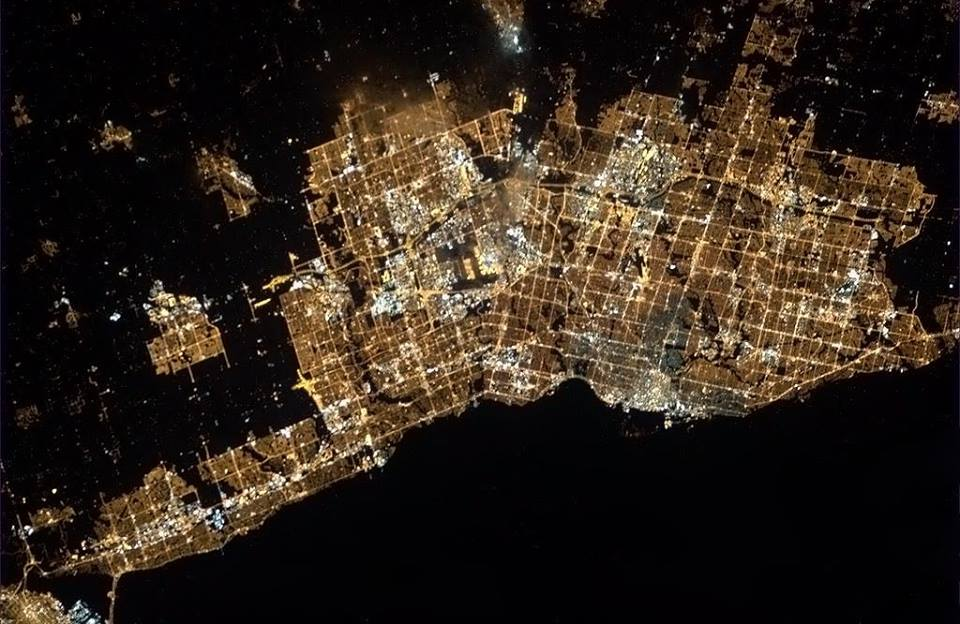
Região Metropolitana de Toronto à noite vista da Estação Espacial Internacional.

Toronto está localizada na margem norte do Lago Ontário. A cidade limita-se ao sul com o o Lago Ontário, a leste com a Municipalidade Regional de Durham, ao norte com a Municipalidade Regional de York e a oeste com a Municipalidade Regional de Peel. A maior parte dos limites com estas municipalidades regionais são realizadas através de ruas ou rios: ao leste através do Rio Rouge, ao norte com a Steeles Avenue e ao oeste com a Etobicoke Creek, a Renforth Avenue, a Eglinton Avenue e a Highway 427. Vários rios cortam a cidade, das quais as principais são o Rio Don, o Rio Humber (Ontário) e o Rio Rouge. Suas coordenadas geográficas são 43°40′N, 79°25′O. A cidade possui uma área total de 641 km². Toronto é cortado por diversos rios e riachos. A flora dos vales destes rios são protegidos pela cidade, o que permite a existência de vales densamente florestados dentro de Toronto, com trilhas recreacionais dentro da cidade.

### Clima

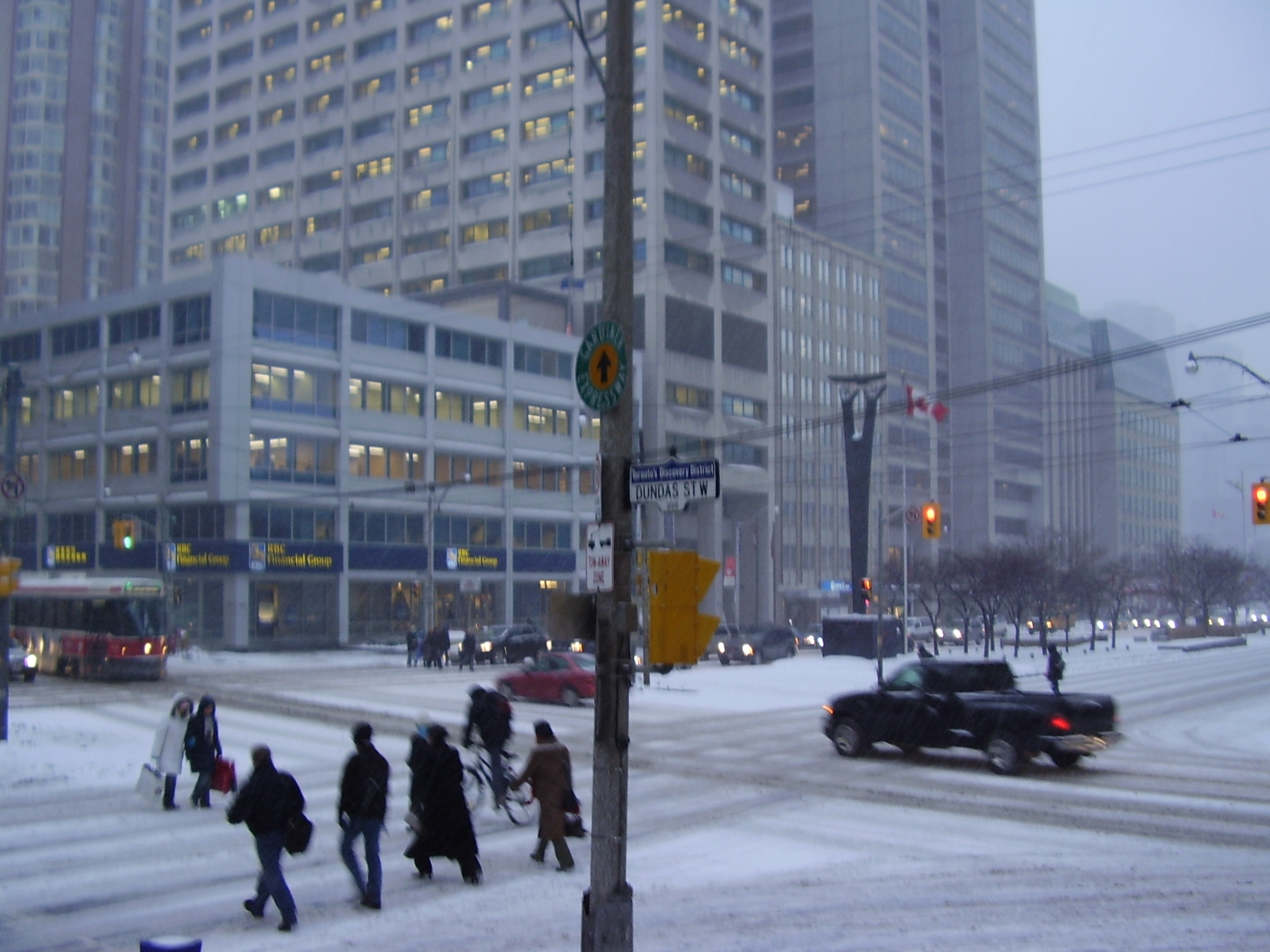
Vista de um cruzamento movimentado de Toronto no inverno, em um dia de queda de neve.

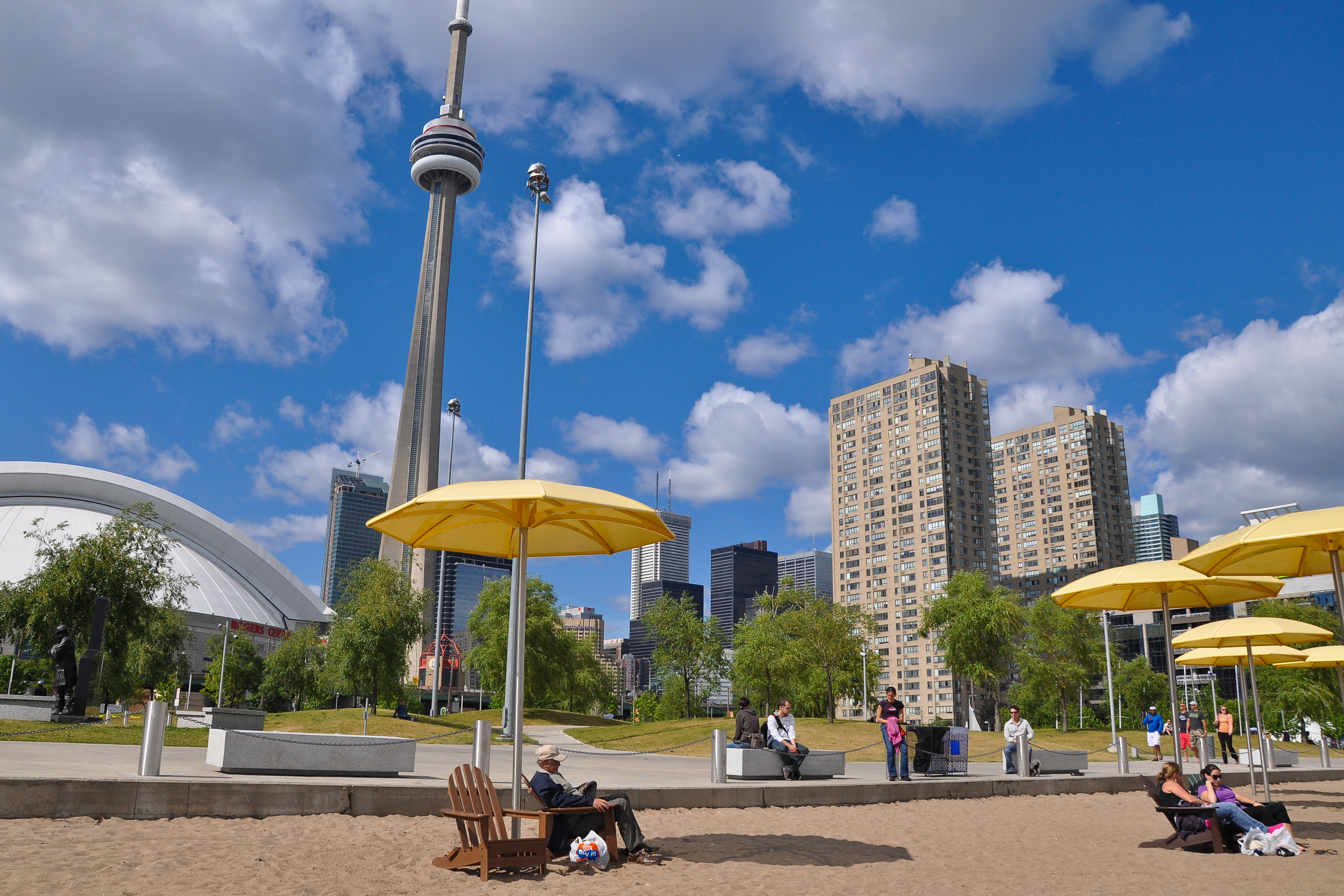
Parque HTO durante o verão.

Toronto possui um clima temperado, com quatro estações bem definidas, sendo quente e úmido no verão e frio e seco no inverno. No inverno, no mês mais frio, que geralmente é janeiro, a temperatura média gira em torno de −5,3 °C.  No verão, a temperatura média do mês mais quente, normalmente em julho, a temperatura média é 21,5 °C.
Toronto possui um tempo relativamente instável, especialmente nos meses de inverno, com mínimas variando geralmente entre −30 °C e 0 °C, e máximas variando entre −25 °C e 15 °C, sendo que o fator do vento diminui ainda mais estas temperaturas (que podem cair para menos de −40 °C). Períodos de temperaturas amenas ocorrem ao longo do inverno, com máximas entre 5 °C e 10 °C sendo relativamente comuns no inverno), desencadeando o derretimento regular da neve que fazem com que períodos sem neve sejam comuns, existentes até mesmo no meio do inverno. Geralmente, ocorrem dois ou três períodos de temperaturas muito baixas, onde as máximas não superam os −20 °C.[carece de fontes?]
No verão, as variações de temperatura são menores, com máximas variando geralmente entre 20 °C e 30 °C, e mínimas entre 10 °C e 25 °C. Toronto possui no Canadá uma reputação de ser uma cidade quente, mas comparado com muitas partes do mundo, Toronto experimenta condições climáticas muito frias, exceto no verão.[carece de fontes?]
Os dias de outono em Toronto geralmente oferecem temperaturas agradáveis ao dia, seguidos por noites relativamente frias. A primavera é tipicamente a menor estação do ano, geralmente com dias quentes e noites frias. A precipitação média anual de chuva de Toronto é de 83,4 centímetros. A taxa de precipitação média de neve é de 115 centímetros. O mês menos chuvoso é o mês de agosto, com apenas nove dias chuvosos, em média. A precipitação de chuva e neve na cidade é bem distribuída ao longo do ano. O mês que mais registra dias com precipitação do ano é o mês de janeiro, que registra em média 16 dias onde há precipitação de chuva, neve ou granizo. Contando-se apenas precipitação líquida, os meses mais chuvosos são os meses de verão, que registram em média 13 dias com chuva por mês. O verão é também a estação mais ensolarada da cidade.[carece de fontes?]
| Dados climatológicos para Toronto (1960-1990) | Dados climatológicos para Toronto (1960-1990) | Dados climatológicos para Toronto (1960-1990) | Dados climatológicos para Toronto (1960-1990) | Dados climatológicos para Toronto (1960-1990) | Dados climatológicos para Toronto (1960-1990) | Dados climatológicos para Toronto (1960-1990) | Dados climatológicos para Toronto (1960-1990) | Dados climatológicos para Toronto (1960-1990) | Dados climatológicos para Toronto (1960-1990) | Dados climatológicos para Toronto (1960-1990) | Dados climatológicos para Toronto (1960-1990) | Dados climatológicos para Toronto (1960-1990) | Dados climatológicos para Toronto (1960-1990) |
| Mês                                           | Jan                                           | Fev                                           | Mar                                           | Abr                                           | Mai                                           | Jun                                           | Jul                                           | Ago                                           | Set                                           | Out                                           | Nov                                           | Dez                                           | Ano                                           |
| --------------------------------------------- | --------------------------------------------- | --------------------------------------------- | --------------------------------------------- | --------------------------------------------- | --------------------------------------------- | --------------------------------------------- | --------------------------------------------- | --------------------------------------------- | --------------------------------------------- | --------------------------------------------- | --------------------------------------------- | --------------------------------------------- | --------------------------------------------- |
| Temperatura máxima média (°C)                 | −1,3                                          | −0,6                                          | 4,4                                           | 11,5                                          | 18,2                                          | 23,5                                          | 26,5                                          | 25,3                                          | 20,9                                          | 14,2                                          | 7,7                                           | 1,4                                           | 12,6                                          |
| Temperatura mínima média (°C)                 | −7,9                                          | −7,2                                          | −2,4                                          | 3,5                                           | 9,3                                           | 14,3                                          | 17,6                                          | 16,9                                          | 13                                            | 7,2                                           | 2,1                                           | −4,4                                          | 5,2                                           |
| Precipitação (mm)                             | 55,2                                          | 52,6                                          | 65,2                                          | 65,4                                          | 68                                            | 67                                            | 71                                            | 82,5                                          | 76,2                                          | 63,3                                          | 76,1                                          | 76,5                                          | 818,9                                         |
| Fonte: Environment Canada                     |                                               |                                               |                                               |                                               |                                               |                                               |                                               |                                               |                                               |                                               |                                               |                                               |                                               |

### Parques e áreas verdes

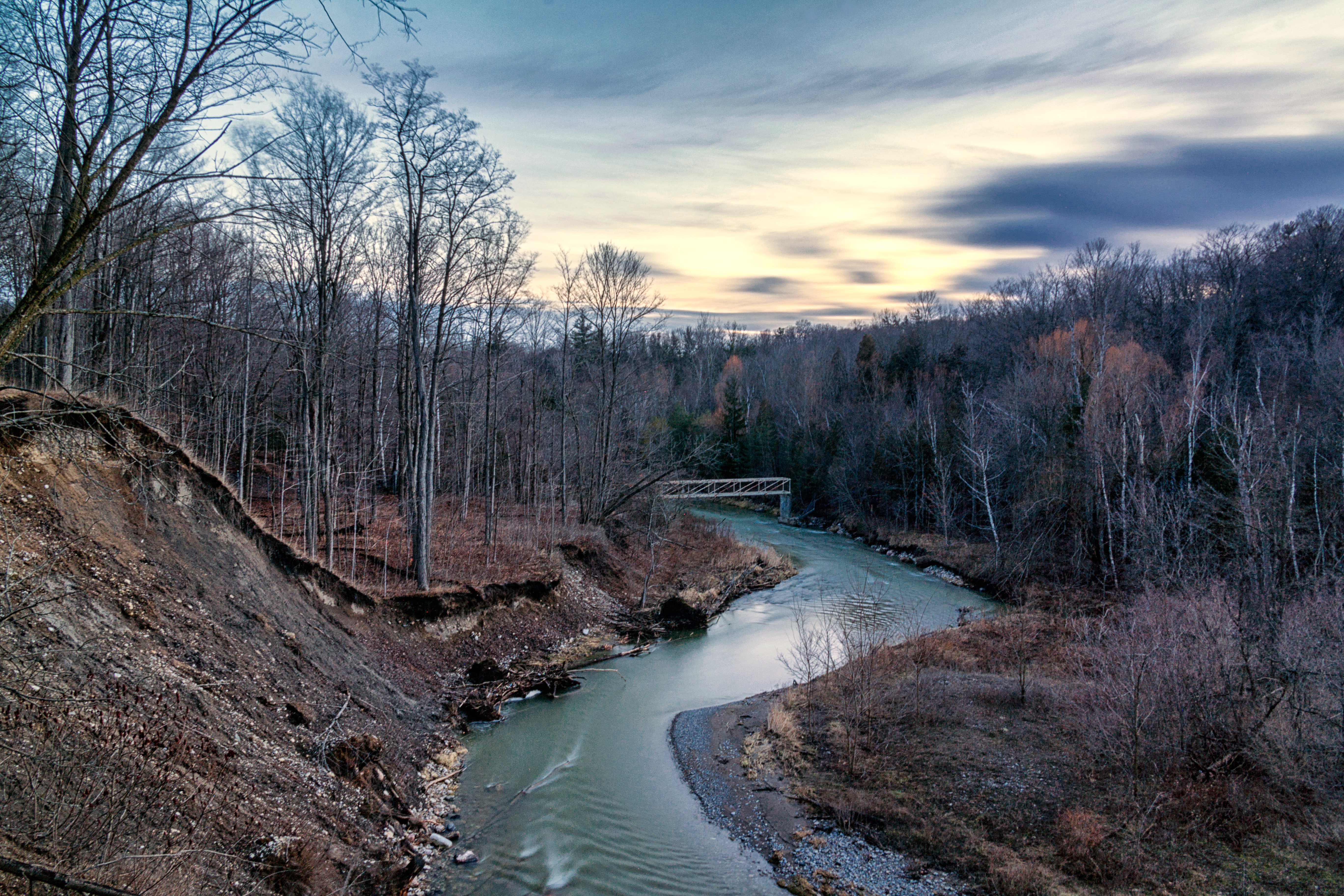
Parque Nacional Rouge em Scaborough.

A cidade de Toronto possui diversos espaços públicos, desde praças até parques nacionais. Nathan Phillips Square é a principal praça localizada no centro da cidade. A Praça Yonge – Dundas, perto da prefeitura, também ganhou atenção nos últimos anos como um dos pontos de encontro mais movimentados da cidade. Outras praças incluem a Harbourfront Square, na orla marítima de Toronto, e as praças cívicas nas antigas prefeituras do extinto Metropolitano de Toronto, mais notavelmente a Mel Lastman Square, em North York. O Comitê do Espaço Público de Toronto é um grupo de defesa preocupado com os espaços públicos da cidade. Nos últimos anos, a Nathan Phillips Square foi remodelada com novas instalações, e a orla central ao longo de Queen's Quay West passou por reformas recentemente com uma nova arquitetura de rua e uma nova praça.

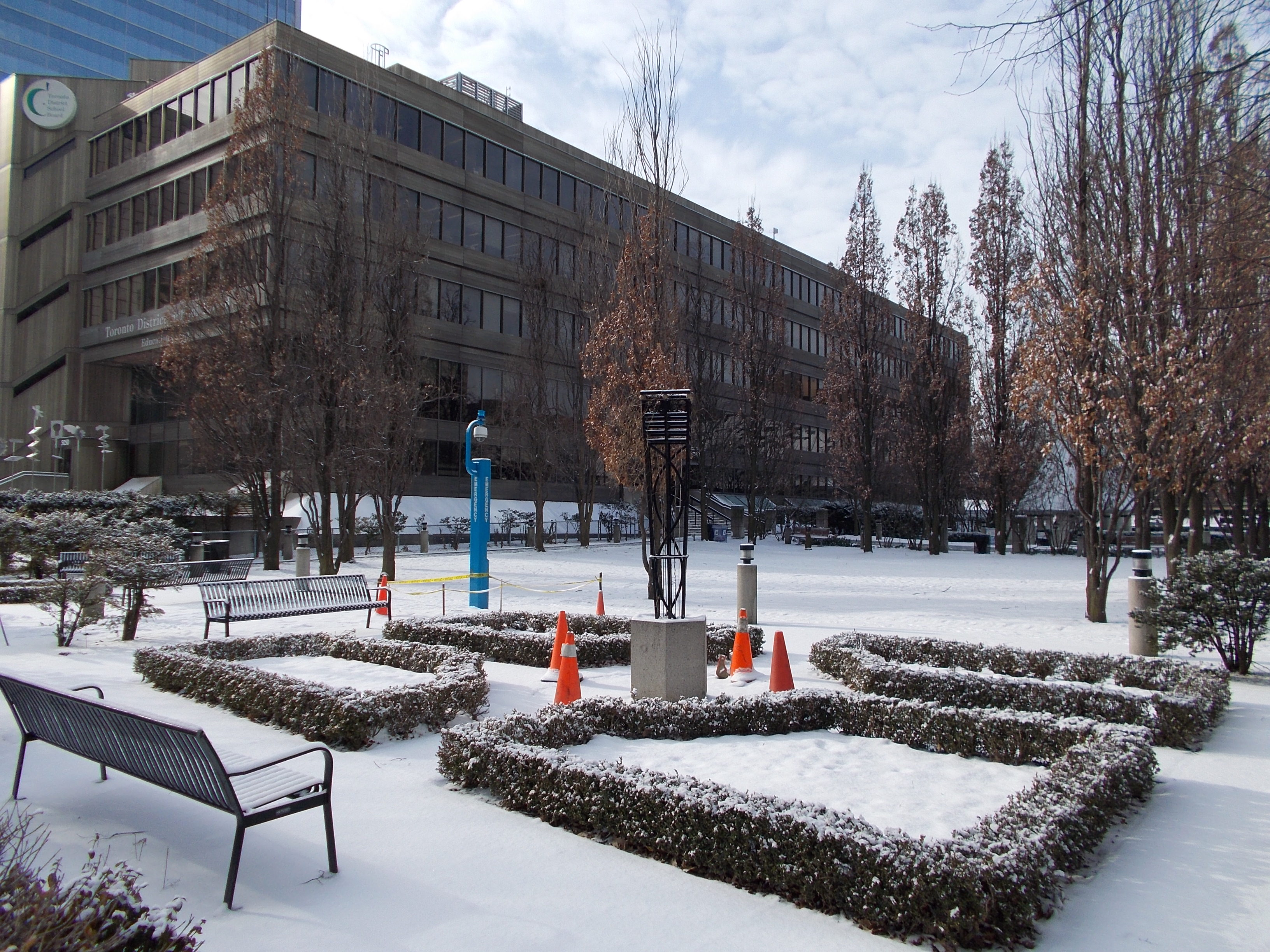
Mel Lastman Square no inverno.

No inverno, Nathan Phillips Square, Harbourfront Centre e Mel Lastman Square apresentam pistas de patinação no gelo. A trilha Coronel Sam Smith de Etobicoke foi inaugurada em 2011 e é a primeira pista de patinação da cidade.
Existem muitos parques e jardins botânicos no centro da cidade, estes incluem Toronto Botanical Garden, Allan Gardens, Grange Park, Little Norway Park, Queen's Park, Riverdale Park e Trinity Bellwoods Park. Um parque quase escondido é o compacto Cloud Gardens que possui áreas abertas e uma estufa envidraçada, perto da Queen Street e da Yonge Street. Ao sul do centro da cidade há dois grandes parques à beira-mar: o Parque Tommy Thompson, que possui uma reserva natural e fica aberto nos finais de semana, e complexo das Ilhas de Toronto, acessíveis por balsa.

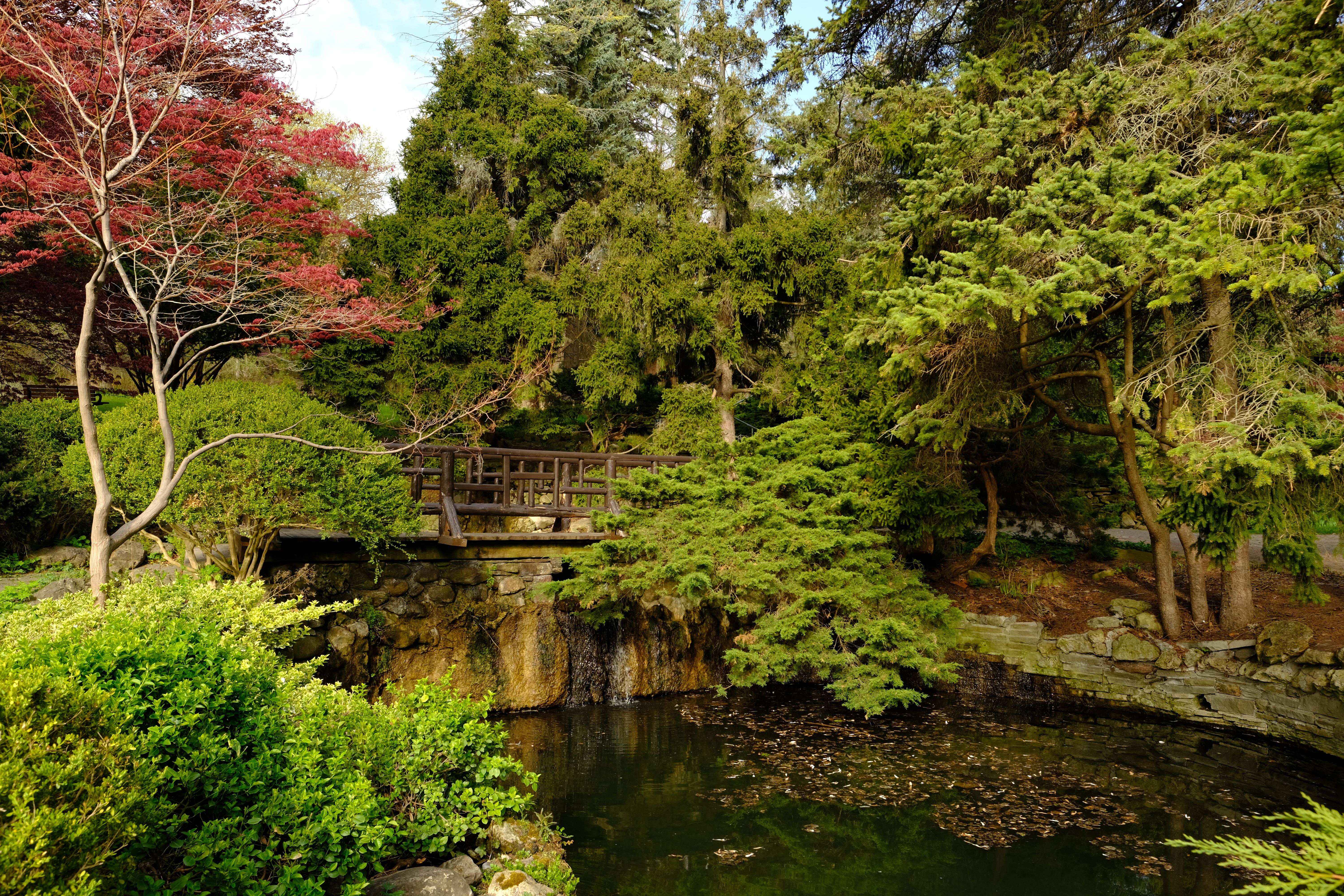
Jardim botânico de James Gardens.

Grandes parques nas áreas externas administradas pela cidade incluem High Park, Humber Bay Park, Centennial Park, Downsview Park, e Morningside Park, sendo o último o maior parque administrado pela prefeitura da cidade, com 241,46 hectares. Toronto também opera vários campos de golfe públicos. A maioria das ravinas e planícies aluviais às margens dos rios em Toronto são parques públicos. Após o furacão Hazel em 1954, a construção de edifícios em várzeas foi proibida e tais áreas privadas foram compradas para conservação. Em 1999, o Downsview Park, iniciou um concurso internacional de design para concretizar sua visão de criar o primeiro parque urbano do Canadá. Aproximadamente 8.000 hectares, equivalente a 12,5% da área urbana de Toronto, são constituídos de parques.

## Demografia

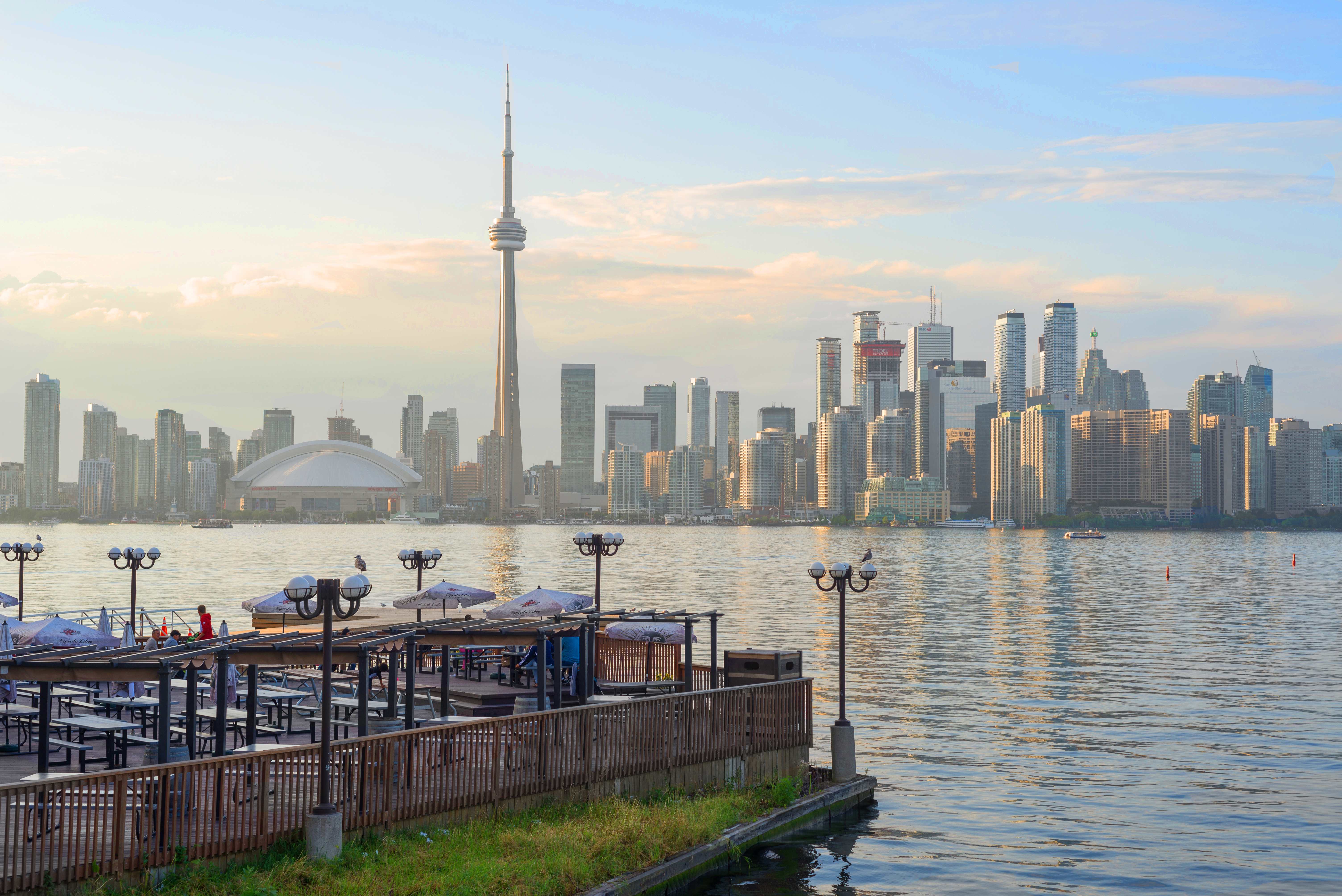
Panorama de Toronto visto das ilhas de Toronto.

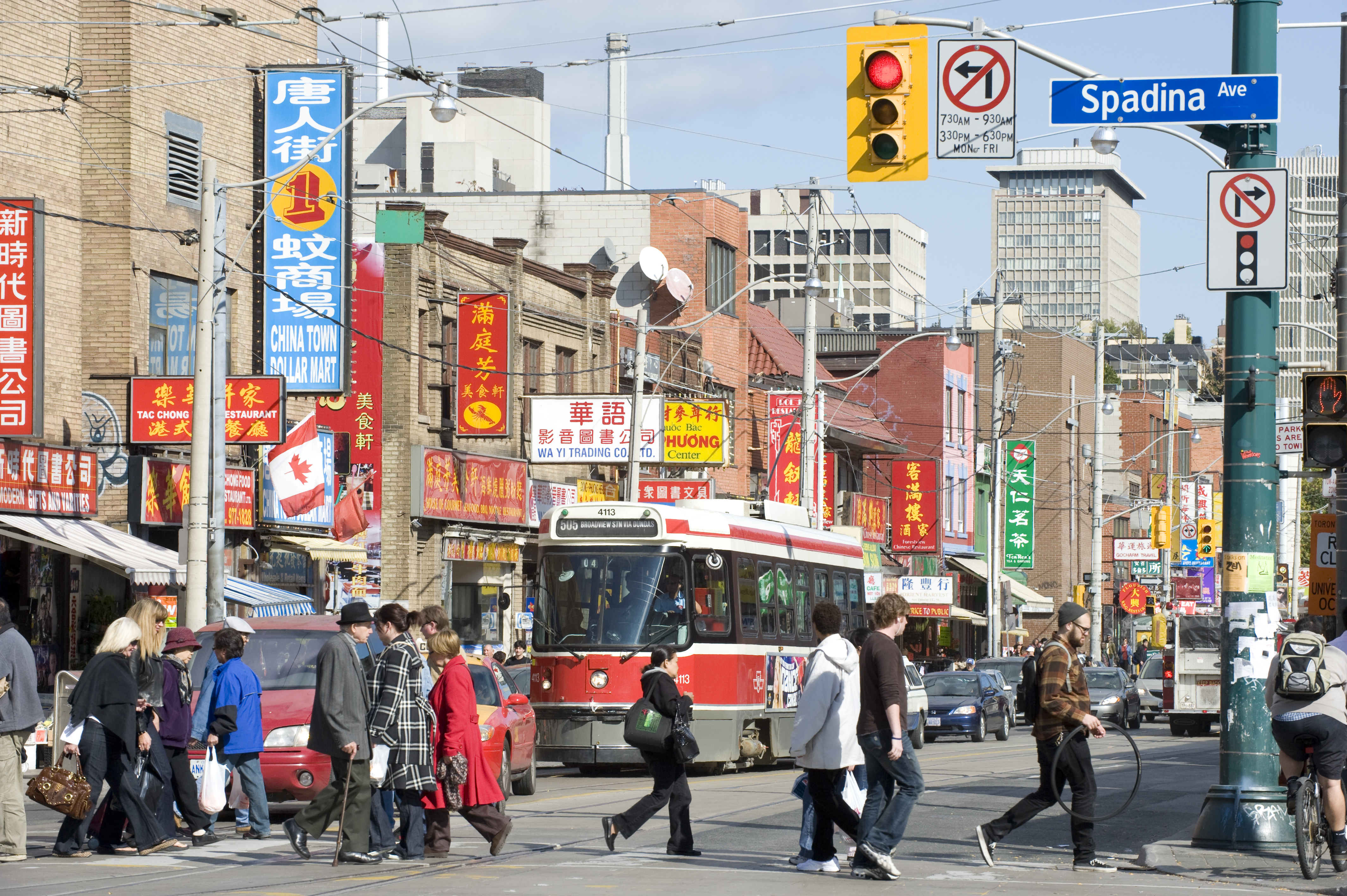
Chinatown de Toronto.

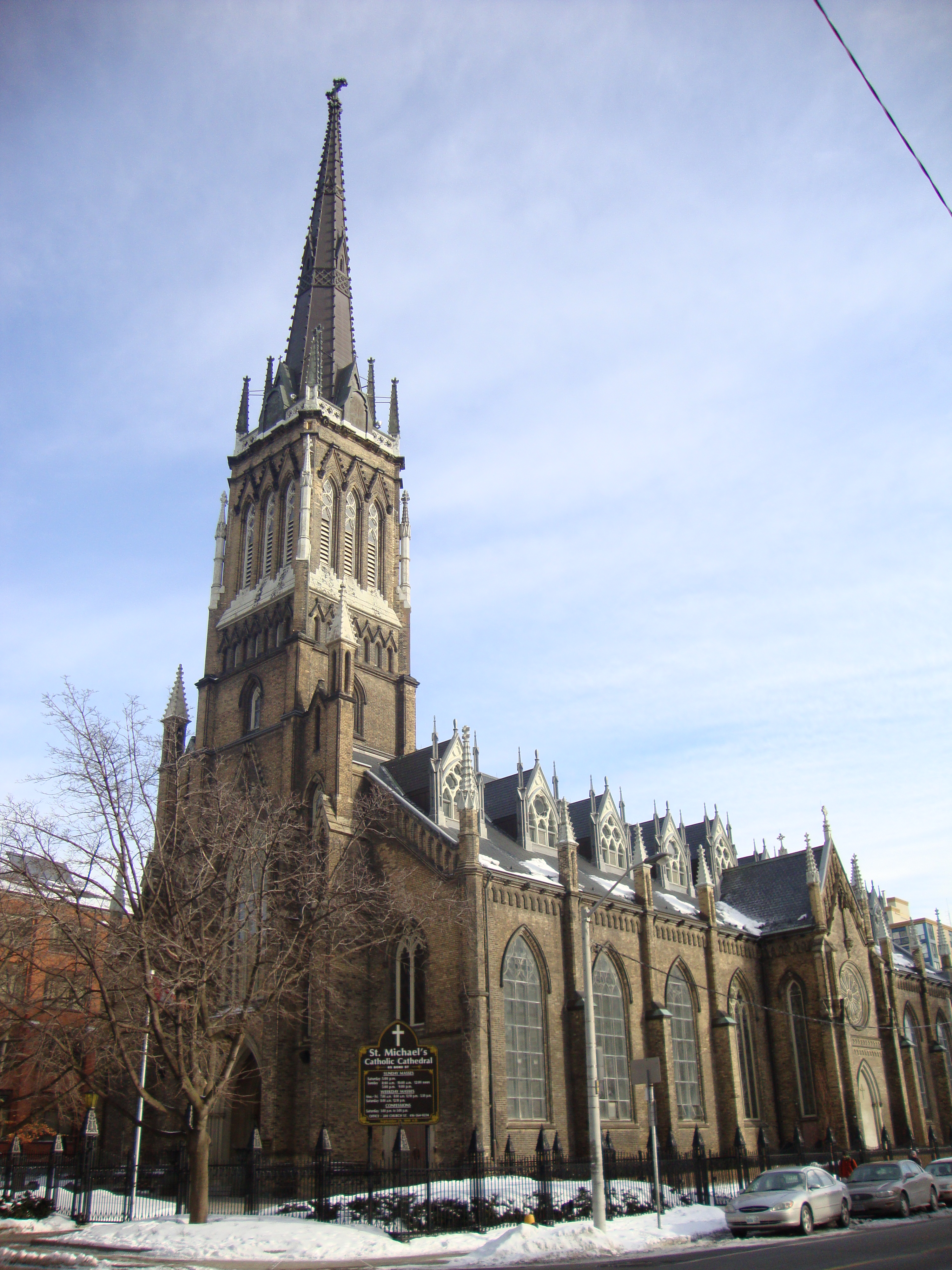
Catedral de São Miguel.

A população da cidade cresceu 4% (96 073 residentes) entre 1996 e 2001, 1% (21.787 residentes) entre 2001 e 2006 e 4,3% (111 779 residentes) entre 2006 e 2011. As pessoas com idade igual ou superior a 14 anos constituíram 17,5% da população e aqueles com idade igual ou superior a 65 anos, constituíram 13,6%. A idade média foi de 36,9 anos. As pessoas nascidas no exterior constituíram 49,9% da população. Por gênero, a população da cidade é composta por 48% pessoas do sexo masculino e 52% do sexo feminino. As mulheres superam os homens em todas as faixas etárias acima de 20 anos. Em 2011, 49,1% dos residentes da cidade pertenciam a um grupo minoritário e as minorias deverão constituir uma maioria na Grande Toronto até 2017. Em 1981, a população minoritária de Toronto era 13,6%.

### Composição étnica
De acordo com o Programa das Nações Unidas para o Desenvolvimento, Toronto tem a segunda porcentagem mais alta de população estrangeira constante nas cidades do mundo, depois de Miami, na Flórida, Estados Unidos. Enquanto a população nascida no estrangeiro de Miami tradicionalmente consistiu principalmente de cubanos e outros latino-americanos, nenhuma nacionalidade ou cultura única domina a população imigrante de Toronto, colocando-a entre as cidades mais diversas e cosmopolitas do mundo. As minorias deverão aumentar para 63% da população da cidade até 2031. Mais de 100 mil imigrantes chegam anualmente à área da Grande Toronto.
Toronto tem uma população racialmente diversificada. Em 2011, sua população se definiu assim: 50,2% de brancos (europeus); 34,0% asiáticos; 12,7% do Leste Asiático; (dos quais 10,8% são chineses, 1,4% coreanos, 0,5% japoneses); 12,3% do sul da Ásia; 7,0% do Sudeste Asiático (dos quais 5,1% são filipinos); 2,0% da Ásia Ocidental; 8,5% de negros; 2,8% de latino-americanos; 1,1% de árabes; 0,7% de aborígenes, (dos quais 0,5% são Primeiras Nações e 0,2% são métis); 1,5% de multirraciais; e 1,3% de outros. Esta diversidade étnica se reflete nos bairros étnicos de Toronto.

### Religião
Em 2011, a religião mais comumente relatada em Toronto era o cristianismo, adotada por 54,1% da população. Uma pluralidade (28,2%) da população da cidade era católica, seguida de protestantes (11,9%), ortodoxos cristãos (4,3%) e membros de outras denominações cristãs (9,7%). Com o número significativo de cristãos metodistas da cidade, Toronto foi historicamente denominada "Roma metodista".
Outras religiões praticadas de forma significativa na cidade são o islã (8,2%), o hinduísmo (5,6%), o judaísmo (3,8%), o budismo (2,7%) e o sikhismo (0,8%). Aqueles sem afiliação religiosa constituíram 24,2% da população da cidade.

### Língua
Apesar do inglês ser a língua predominante falada pelos torontonianos, muitas outras línguas possuem um número considerável de falantes locais. Variedades do chinês e do italiano são a segunda e terceira línguas mais faladas no trabalho, respectivamente. Apesar do bilinguismo oficial do Canadá, enquanto 9,7% dos francófonos de Ontário vivem em Toronto, apenas 0,6% da população relatou o francês como língua falada mais frequentemente em casa; enquanto isso, 64% relataram falar predominantemente apenas em inglês e 28,3% utilizavam principalmente uma língua não oficial; 7,1% relataram falam vários idiomas em casa. Os serviços de emergência da cidade estão equipados para responder em mais de 150 idiomas.

## Governo e política

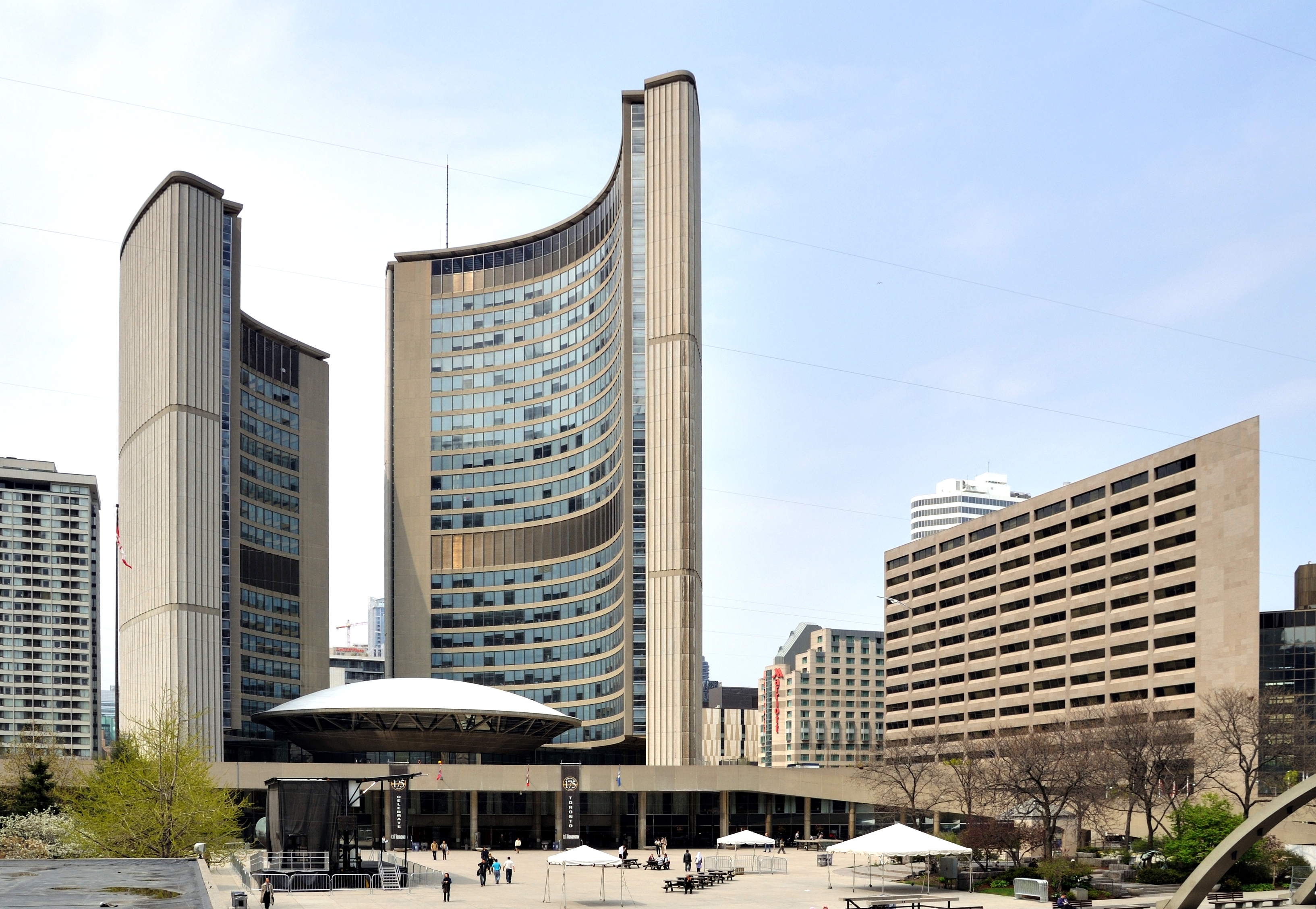
Prefeitura de Toronto.

Toronto é um município unitário governado por um sistema de prefeito-conselho. A estrutura do governo municipal é estipulada pela Lei da Cidade de Toronto. O prefeito de Toronto é eleito por voto popular direto para atuar como chefe executivo da cidade. O Conselho Municipal de Toronto é um órgão legislativo unicameral, composto por 44 conselheiros que representam alas geográficas em toda a cidade. O prefeito e os membros do conselho da cidade atendem mandatos de quatro anos. (Até a eleição municipal de 2006, o prefeito e os conselheiros municipais cumpriam mandatos de três anos). No entanto, em 18 de novembro de 2013, o conselho votou para modificar o governo da cidade, transferindo muitos poderes executivos do prefeito para o vice-prefeito e para o conselho em si.
Em 2016, o conselho da cidade possuía doze comitês permanentes, cada um composto por um presidente (alguns têm vice-presidente) e vários conselheiros. O prefeito nomeia os presidentes das comissões e o conselho restante dos comitês é nomeado pelo conselho da cidade. Um comitê executivo é formado pelos presidentes de cada um dos comitês permanente, juntamente com o prefeito, o vice-prefeito e outros quatro conselheiros. Os conselheiros também são nomeados para supervisionar a Toronto Transit Commission e a Toronto Police Services Board.
A cidade tem quatro conselhos comunitários que consideram assuntos locais. O Conselho Municipal delegou a autoridade de decisão final sobre assuntos locais e de rotina, enquanto outros - como planejamento e questões de zoneamento - são recomendados para o conselho da cidade. Cada conselheiro da cidade é membro de um conselho comunitário. Existem cerca de 40 subcomitês e comitês consultivos nomeados pelo conselho da cidade. Esses corpos são constituídos por conselheiros municipais e voluntários.

### Cidades-irmãs
| Cidades parceiras - Chongqing, China (1986) - Chicago, Illinois, Estados Unidos (1991) - Frankfurt, Alemanha (1989) - Lisboa, Portugal - Milão, Itália (2003) - São Paulo, Brasil | Cidades amigas - Cidade de Ho Chi Minh, Vietnã (2006) - Kiev, Ucrânia (1992) - Quito, Equador (2006) - Sagamihara, Japão (1991) - Varsóvia, Polônia (1990) |

## Subdivisões

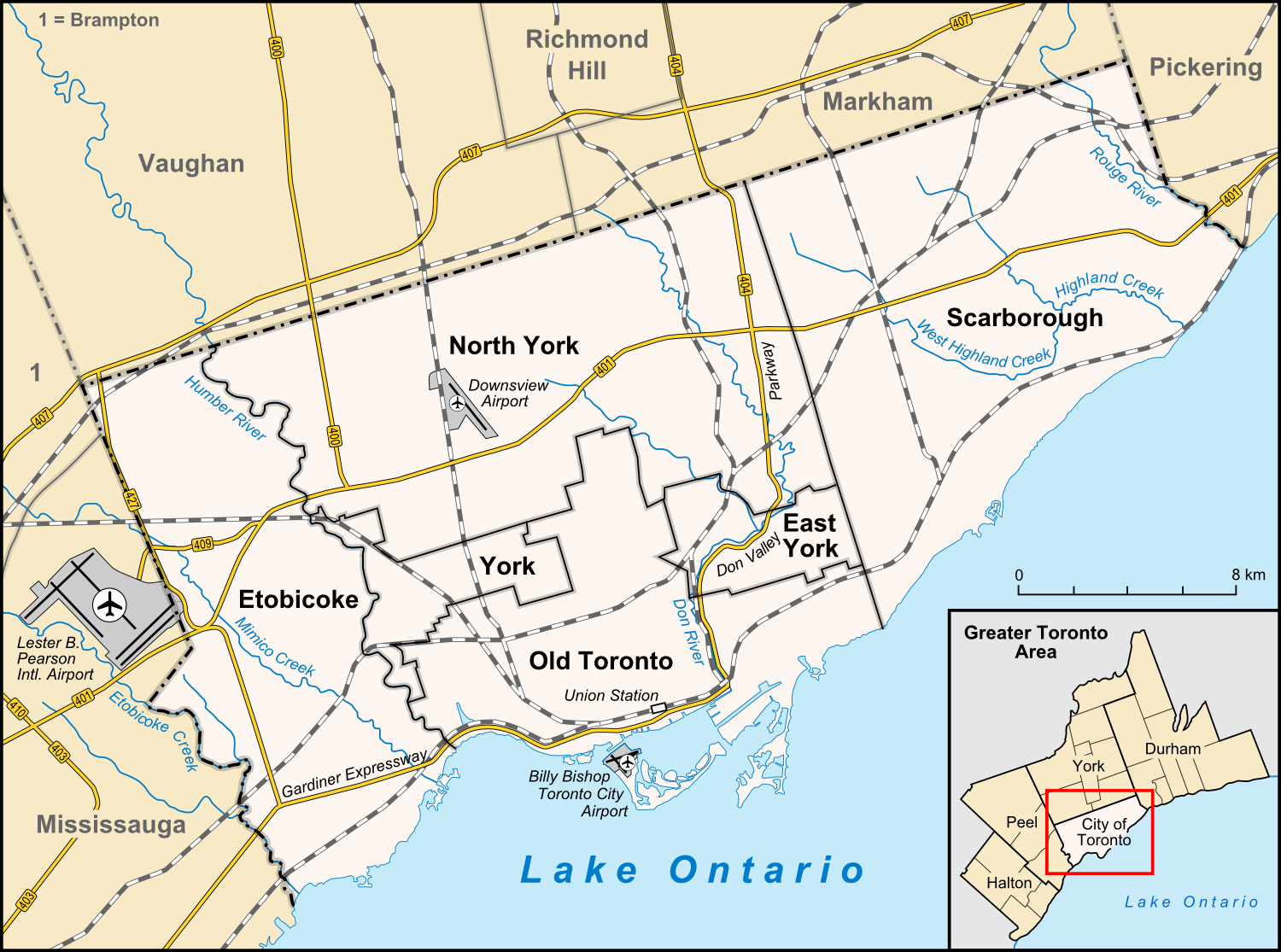
Toronto e seus seis distritos administrativos: Antigo Toronto, York, East York, North York, Etobicoke e Scarborough.

Toronto possui um total de 240 bairros diferentes. Muitos destes bairros já foram no passado cidades ou vilas, que foram eventualmente fundidas a outras cidades. Até 1997, Toronto estava dividido em seis distintas cidades: a cidade de Toronto propriamente dita, North York, Scarborough, Etobicoke, York e East York. Estas seis cidades foram fundidas em uma única cidade de Toronto em 1998. As seis antigas cidades são agora seis distintos distritos (boroughs) de Toronto.[carece de fontes?]
Muitos destes bairros estão nomeadas em homenagem a uma dada etnia ou nacionalidade. A Corso Italia e a Little Italia assim são nomeadas dado ao grande número de italianos nestes bairros, enquanto a Portugal Village possui uma grande população portuguesa, vindos do continente europeu. Várias áreas da cidade também são cognomeadas pela prefeitura da cidade, embora não possuam o estatuto de bairro, como a Rua Açores - que é uma área cognomeada, não uma rua - que possui uma grande população portuguesa, a maioria imigrantes vindos dos Açores e seus descendentes.[carece de fontes?]

## Economia

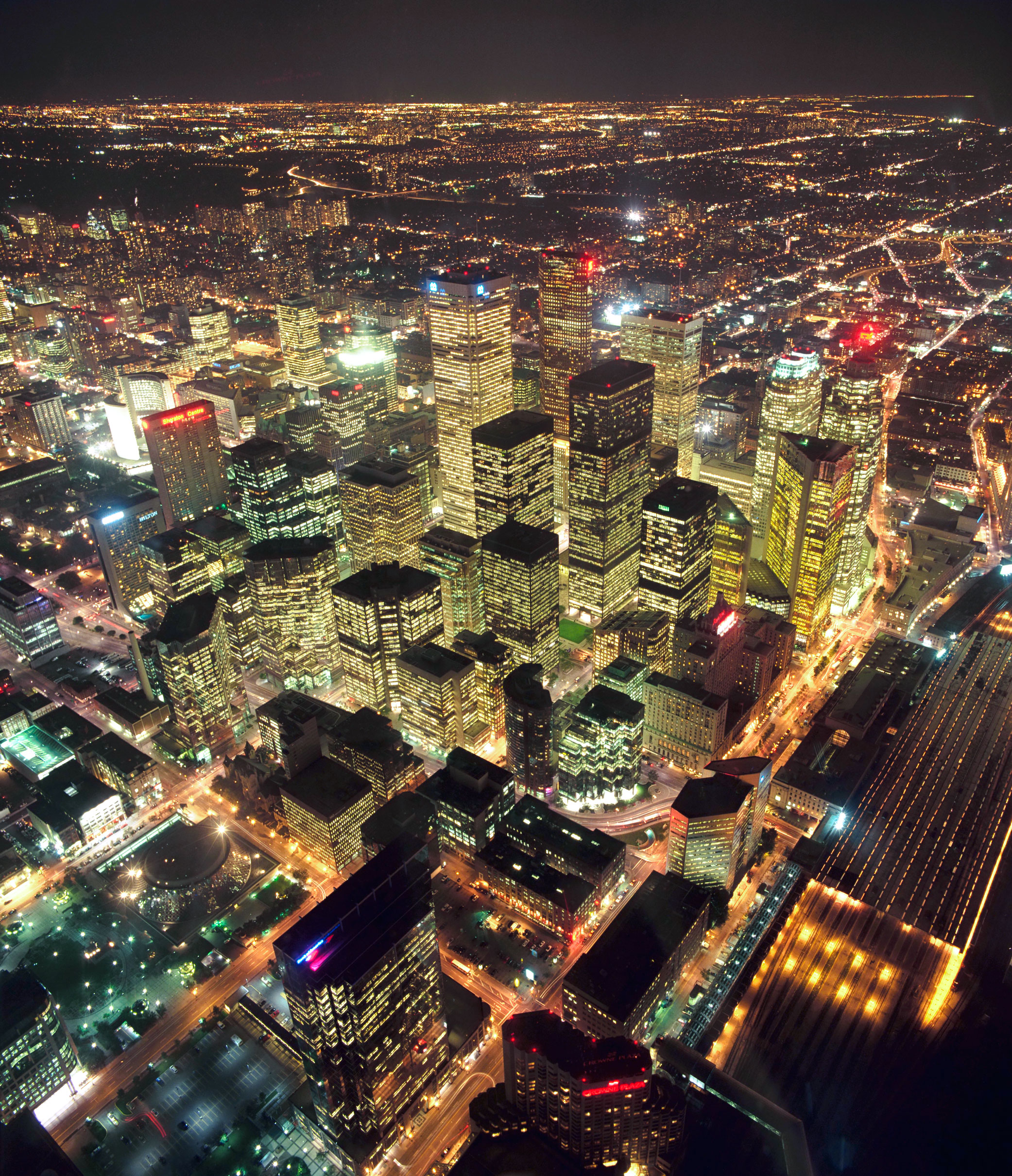
Centro financeiro de Toronto a partir da Torre CN.

A economia de Toronto é uma das mais variadas e fortes da América do Norte. Toronto é o principal pólo industrial, comercial e financeiro do Canadá, e um dos principais do continente. Até a década de 1970, Toronto era o segundo maior pólo comercial do Canadá, atrás de Montreal. O grande crescimento econômico de Toronto foi estimulado pela descoberta de grandes depósitos de recursos naturais ao longo da província de Ontário e da crescente presença da indústria automobilística em todo o sul da província. Além disso, a inauguração do Canal de São Lourenço permitiu o trânsito de navios entre o Oceano Atlântico até aos Grandes Lagos, tornando Toronto um centro portuário importante.[carece de fontes?]
Durante a década de 1960, além disso, o nacionalismo quebequense e a aprovação de várias leis que passaram a obrigar empresas sediadas no Quebec a usarem somente o francês como idioma de trabalho. Isso prejudicou enormemente a economia daquela cidade pois fez com que várias empresas sediadas anteriormente em Montreal - especialmente as grandes multinacionais, cujo mercado se estendem muito além dos limites do Quebec) mudassem para Toronto, onde o francês não é necessário para o comércio. Vários habitantes de Montreal apelidaram esta migração de "Êxodo". Segundo levantamento de PriceWaterhouseCoopers o produto interno bruto da região metropolitana de Toronto é de aproximadamente 209 bilhões de dólares americanos, com renda per capita de 39,4 mil dólares americanos (estimativa de 2005 utilizando o parâmetro PPP). Isto deixa Toronto em vigésimo primeiro lugar entre as economias das maiores metrópoles do mundo.[carece de fontes?]
Ontário possui grandes depósitos de recursos naturais tais como madeira, alumínio, cobre, ferro, níquel, prata, ouro, urânio e zinco. Além disso, a grande quantidade de rios, lagos e quedas d' água permitiu a construção de várias hidrelétricas, e os depósitos de urânio permitiram a construção de usinas nucleares. Isto mais uma malha ferroviária, rodoviária e hidroviária eficiente eventualmente fez de Toronto o maior pólo industrial do Canadá. Atualmente, Toronto possui mais de 5,7 mil fábricas. As fábricas localizadas na região metropolitana de Toronto produzem metade dos produtos industrializados em todo o Canadá. Cerca de um terço da força de trabalho de Toronto trabalham em fábricas. As maiores atividades industriais da cidade são o processamento de alimentos, a indústria automobilística e a impressão de jornais, revistas e material publicitário. Outras atividades industriais importantes incluem a indústria têxtil, a fabricação de eletrônicos, papel e móveis.[carece de fontes?]

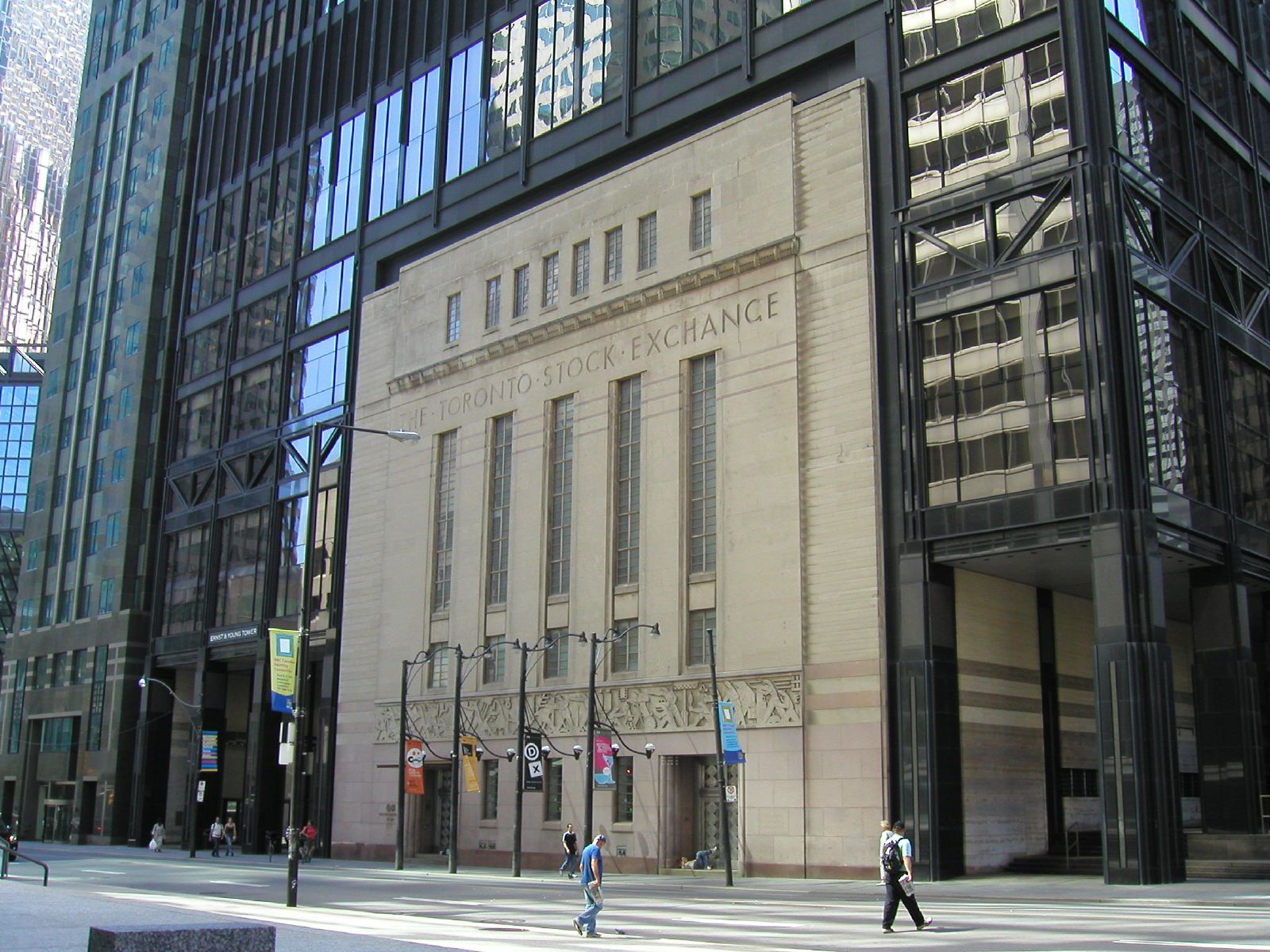
Bolsa de Valores de Toronto.

Toronto é o principal centro bancário do país - os cinco maiores bancos do país possuem suas sedes na cidade. No total, quatro de cada cinco bancos canadenses estão sediados na cidade. A bolsa de valores de Toronto, o Toronto Stock Exchange, é a maior bolsa de valores do Canadá, a segunda maior do continente americano (atrás apenas do New York Stock Exchange, localizado na cidade americana de Nova Iorque) e a sexta maior do mundo. A bolsa de valores de Toronto é a nona maior do mundo, e foi a primeira bolsa de valores em todo o continente americano a comercializar ações eletronicamente. Toronto também é o maior centro do comércio atacadista do Canadá. A Bay Street é o coração financeiro do Canadá. Aqui estão localizadas as sedes dos quatro maiores bancos do Canadá, e a maioria dos mais altos arranha-céus da cidade.[carece de fontes?]

### Turismo
Toronto é um grande centro turístico, contendo uma rica variedade de atrações, entre as mais conhecidas, estão a CN Tower, a ex-mais alta estrutura do mundo (embora não seja considerado um edifício, até que o Burj Khalifa, em Dubai, nos Emirados Árabes Unidos, o superou em 2010), e o ROM (Royal Ontario Museum), com suas mais seis milhões de peças que o tornam o maior museu do Canadá. Outras grandes atrações conhecidas incluem, a Casa Loma, edificada em 1911, conhecida por ter 98 quartos. Para a sua construção, foram investidos 3,5 milhões de dólares canadenses. O Art Gallery of Ontario, inaugurado em 1900 possui uma das mais extensas coleções de arte moderna do Canadá. A cidade possui grandes shoppings, onde o nome mais famoso é o Eaton Centre. Entre outros lugares famosos no turismo estão incluídos o Fort York, o Queen's Park, o George R. Gardiner Museum of Ceramic Art, The Bata Shoe Museu, o Yorkville, o Centro de Toronto, a Universidade de Toronto, a Prefeitura entre outros. Alguns pontos turísticos para conhecer em Toronto: Circu de Soleil, Niágara Falls, CN Tower, Distillery District, High Park entre outros.[carece de fontes?]

## Infraestrutura

### Educação

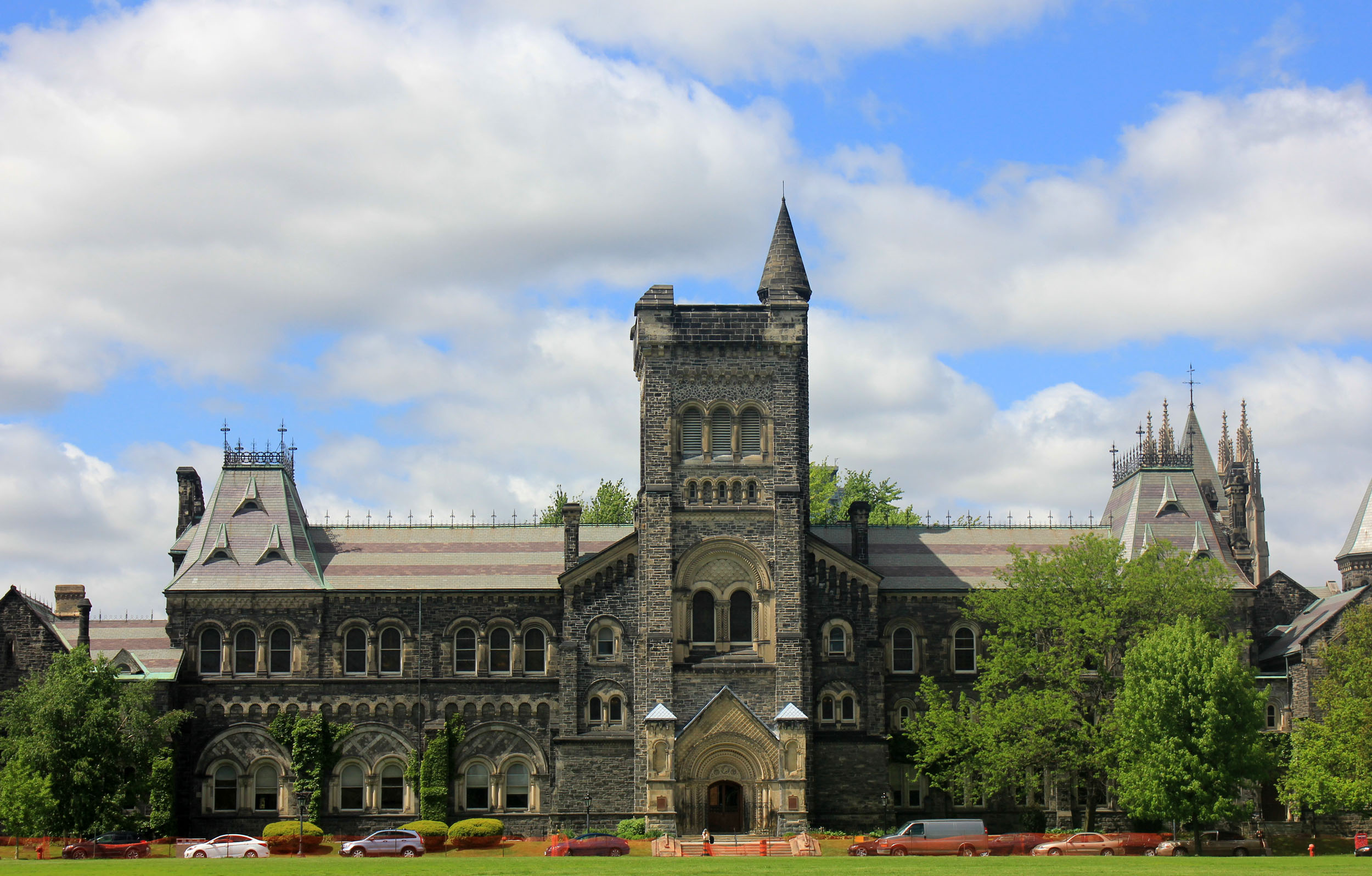
O câmpus central da Universidade de Toronto.

O sistema público escolar de Toronto é administrado pela Toronto District School Board (TDSB). O TDSB administra um total de 427 escolas, e é responsável pela educação de mais de 300 mil estudantes por ano, o que faz da TDSB o maior distrito escolar do Canadá e o quarto maior da América do Norte. O sistema católico de ensino administra outras 80 escolas que são responsáveis pela educação de mais de 70 mil alunos por ano.[carece de fontes?]
A municipalidade de Toronto administra o maior sistema de bibliotecas públicas do país, e o segundo mais movimentado do mundo, em número de visitas, atrás apenas de Hong Kong. São 99 bibliotecas espalhadas pela cidade, com mais de nove milhões de itens diferentes. A grande coleção de livros, revistas, vídeos, CDs, DVDs e enciclopédias está disponível em diversos idiomas diferentes, sendo o inglês o idioma mais comum dos itens das bibliotecas da cidade. Outros itens podem ser encontrados em um total de 60 idiomas diferentes, sendo as mais comuns o mandarim, cantonês, italiano, espanhol, francês, português, vietnamita, hindi, latim e grego.[carece de fontes?]
Toronto possui três universidades. O câmpus central da Universidade de Toronto (U of T) está localizada no centro da cidade, ocupando uma grande área no centro da cidade, e é a maior universidade do Canadá, empregando nove mil pessoas, e responsável pela educação de mais de 53 mil estudantes. A U of T também possui dois campi menores, uma em Scarborough e outra em Mississauga. As três juntas atendem cerca de 71,5 mil estudantes por ano. Outras duas universidades localizam-se em Toronto; a Universidade York, localizada em North York, e a Universidade Ryerson, localizada no centro da cidade. A primeira atende a 45 mil estudantes anualmente, e a segunda, 20 mil estudantes. Toronto possui também outras cinco faculdades. A Faculdade de Arte e Desenho de Ontário é uma das faculdades de arte mais reconhecidas da América do Norte. As outras quatro faculdades - Seneca, Humber, Centenial e George Brown - possuem um total de 29 campi espalhados ao longo da cidade.[carece de fontes?]

### Transportes

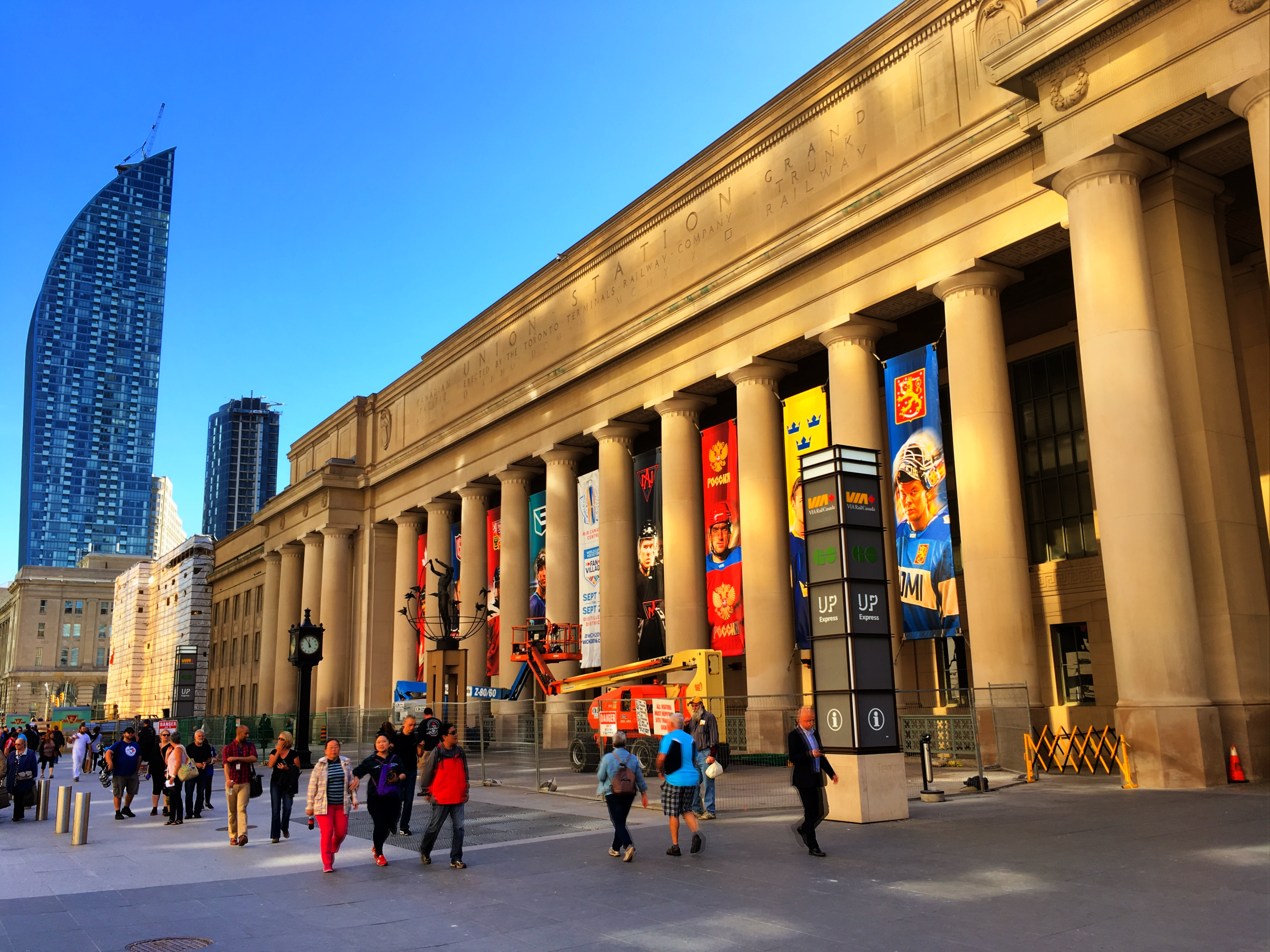
A Union Station.

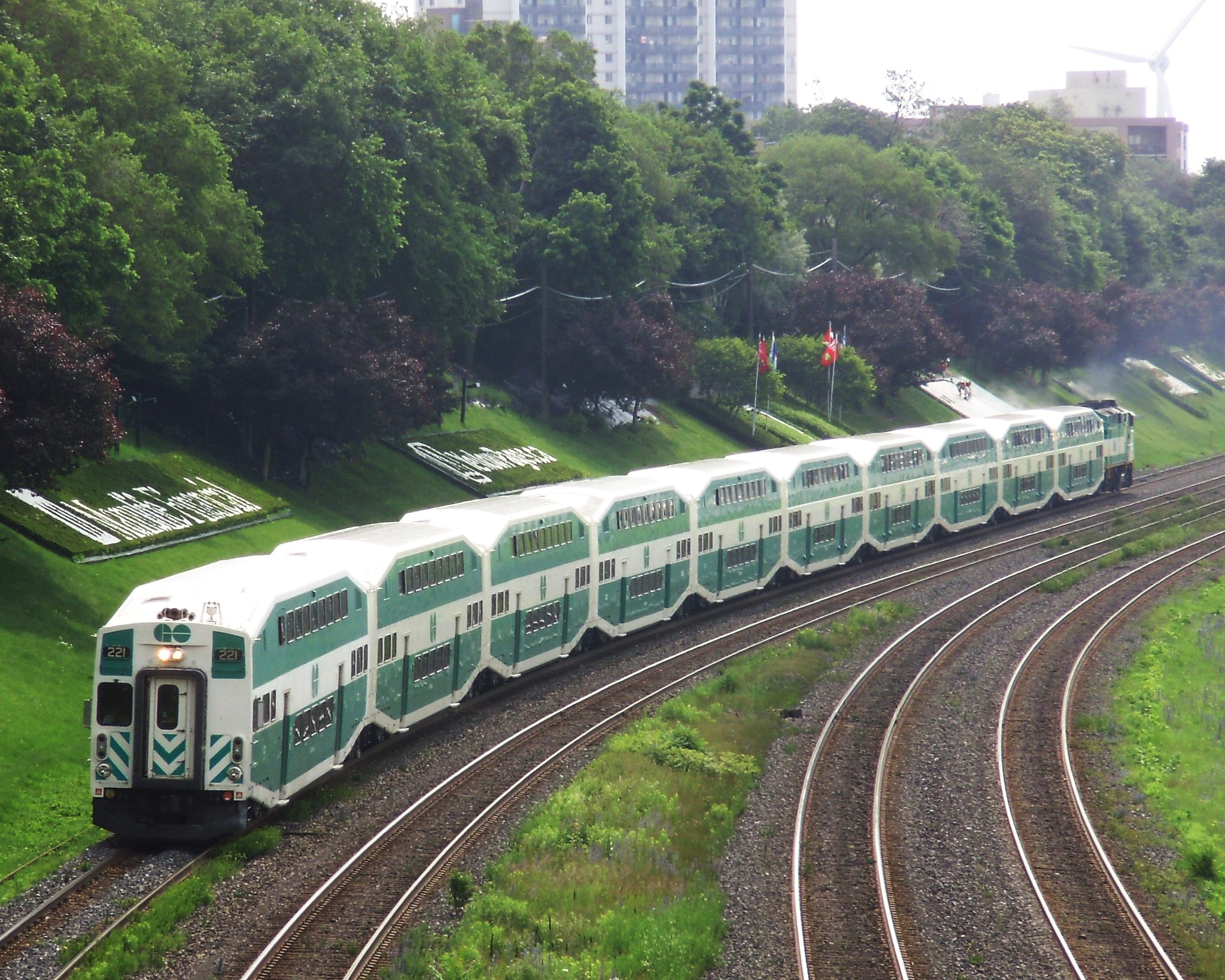
Trem do GO Transit.

O fornecimento de serviços de transporte público em Toronto é de responsabilidade do Toronto Transit Commission (Comissão de Trânsito de Toronto), que controla as rotas de ônibus, bondes e metrô que operam dentro da cidade. O sistema de transporte público de Toronto é um dos mais auto-suficientes da América do Norte, gerando cerca de 81% da receita necessária para sua operação. Mesmo assim, este sistema tem recebido verbas insuficientes da cidade e da província nos últimos anos, o que causou uma queda na sua eficiência. São aproximadamente 400 linhas de ônibus e 12 linhas de bondes servindo a cidade. Toronto é atualmente a única cidade no continente americano, bem como uma das poucas cidades do mundo, a possuir um sistema extensivo de bondes, voltado unicamente para o fornecimento de transporte público. As linhas de bonde operam primariamente no centro da cidade, servindo várias das mais movimentadas ruas e avenidas da cidade. Todas as linhas de bonde e a grande maioria das linhas de ônibus (com exceção de uma) conectam-se em algum ponto com uma estação de metrô. O sistema de metrô de Toronto possui 70 quilômetros de extensão e um total de 80 estações espalhadas em quatro linhas diferentes. Foi o primeiro sistema de metrô do Canadá, tendo sido inaugurado em 1954. O sistema de transporte público de Toronto é totalmente integrado, sendo utilizado diariamente por cerca de 2,5 milhões de pessoas.
Toronto também é servida por cerca de 175 quilômetros de ferrovias. A cidade dispõe de um número de estações de trens para locomoção entre as cidades que compõem a região metropolitana de Toronto, e de uma estação central, a Union Station, localizada no centro financeiro da cidade. Esta estação, construída no século XIX, é ao mesmo tempo uma das estações mais movimentadas do metrô de Toronto, e atende também a duas linhas de bonde.A GO Transit, tendo como principal base de operações a Union Station, oferece linhas inter-urbanas de trens e ônibus em horários regulares entre o centro financeiro de Toronto e seus bairros mais distantes, bem como subúrbios da cidade, e mesmo regiões vizinhas à Região Metropolitana de Toronto, que não fazem parte da área metropolitana, como Hamilton e Oshawa, transportando cerca de 205 mil passageiros por dia.

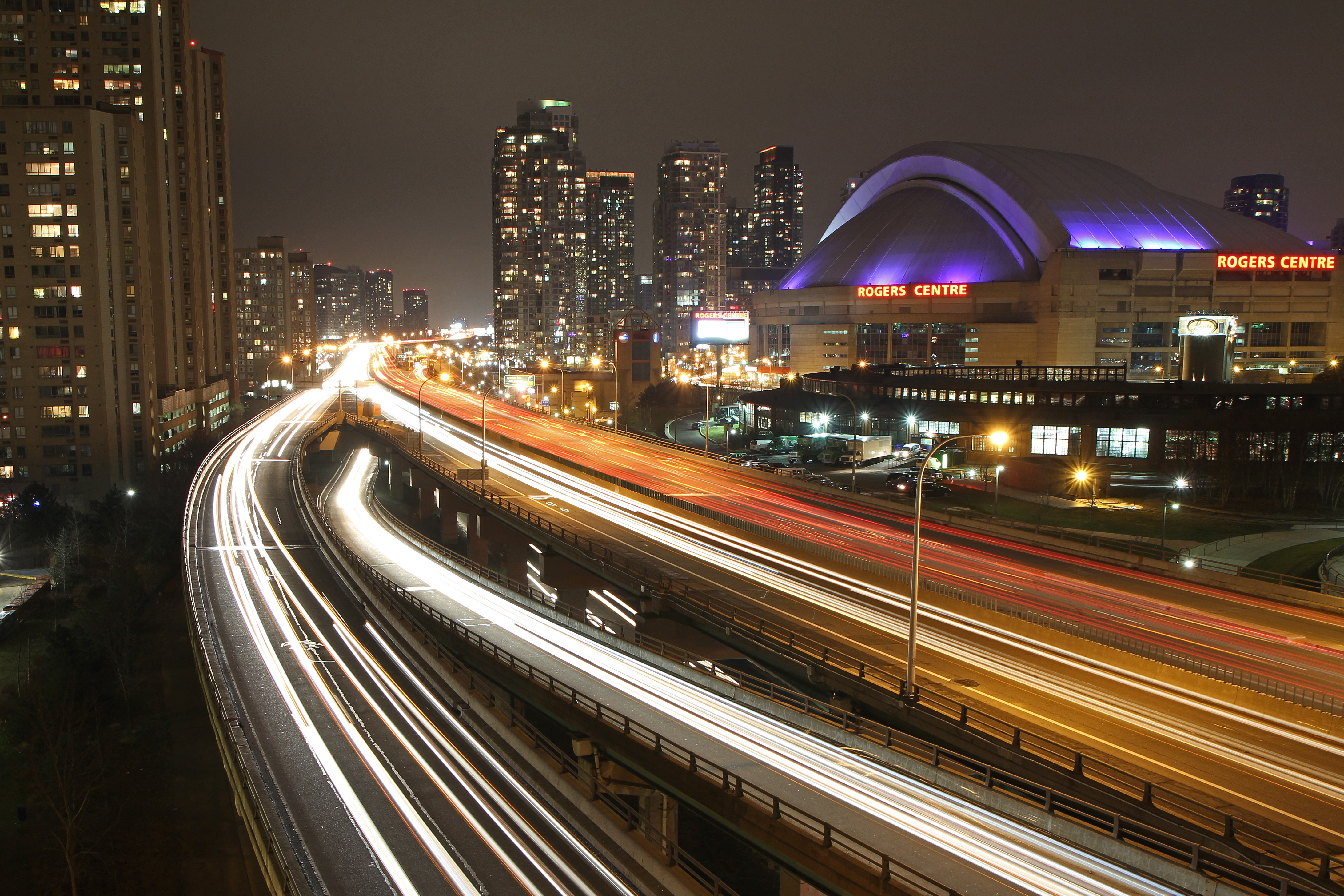
Vista da Gardiner Expressway.

Embora Toronto possua uma malha de vias expressas, esta malha não é tão extensa e eficiente quanto aquelas localizadas em várias das grandes cidades americanas, ou quanto a malha de vias expressas de Montreal. Algumas cidades pertencentes à Região Metropolitana de Toronto, porém, possuem uma malha de vias expressas bem desenvolvida, tais como Mississauga e Brampton. Toronto é cortada no total por nove vias expressas que juntas possuem aproximadamente 75 quilômetros de extensão. A Don Valley Parkway conecta os bairros da região norte e da região leste da cidade com o centro da cidade, enquanto que a Gardiner Expressway conecta bairros do oeste da cidade ao centro. A Don Valley termina na Via Expressa Macdonald-Cartier. Continua indo ao norte como Highway 404, conectando os bairros no extremo norte e várias das cidades da Regionalidade Municipal de York. A Gardiner termina na Highway 427, e continua indo a oeste como a Queen Elizabeth Way, passando por Mississauga, Oakville, Hamilton, St. Catharines, Niagara Falls e terminando em Buffalo, estado americano de Nova Iorque. A Via Expressa Macdonald-Cartier, ou Highway 401 - que conecta Windsor até o extremo leste do Ontário (continuando depois no Quebec como a Auto-route 20, até Rimouski) - passa por Toronto. Trechos desta via expressa na cidade, entre Mississauga até Oshawa movimentam cerca de 500 mi veículos por dia, fazendo-o o mais movimentado do mundo, e mesmo com até nove faixas por direção em certos trechos, é afetada por congestionamentos constantes. A Highway 400 conecta Toronto (iniciando-se na Via Expressa Macdonald-Cartier) é a principal rota de transporte entre a região metropolitana de Toronto e as regiões central e noroeste de Ontário. A Highway 427 é a segunda via expressa mais movimentada da América do Norte, conectando a Gardiner e a Queensway com a Macdonald-Cartier, até o extremo norte da Municipalidade Regional de York e de Peel. Grande parte de seu trajeto serve como uma fronteira entre Toronto e a Municipalidade Regional de Peel, e entre Peel e York. No caminho localiza-se a Highway 409, uma curta via expressa que conecta a Macdonald-Cartier com o Aeroporto Internacional de Toronto, passando pela 427. A Macdonald-Cartier também corta a Allen Road. A Highway 407 não opera dentro de Toronto, mas é uma via expressa primária na Região Metropolitana de Toronto. Esta via expressa é pedagiada. O pedágio é cobrado eletronicamente e de forma automática, quando um dado veículo entra dentro da via expressa, através de câmeras que registram a placa de licença do veículo.[carece de fontes?]

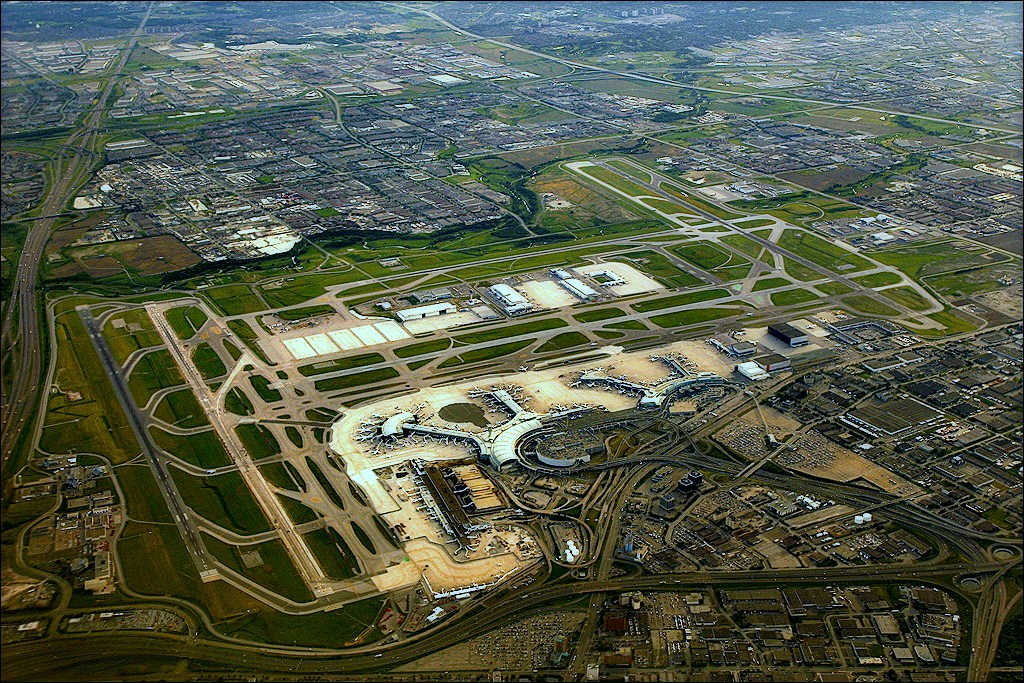
Fotografia aérea do Aeroporto Internacional Toronto Pearson.

Toronto possui dois aeroportos dentro da cidade propriamente dita, e um total de oito em sua região metropolitana. O principal aeroporto da cidade é o Aeroporto Internacional Lester B. Pearson (YYZ), que não está localizado na cidade de Toronto propriamente dita, e sim na cidade vizinha de Mississauga. É o quarto aeroporto internacional mais movimentado de todo o continente americano, e é o mais movimentado do país. A cidade possui dois aeroportos dentro de seus limites municipais. Um deles é o Billy Bishop Toronto City Airport (YTZ), localizado nas Ilhas Toronto, e serve primariamente aos voos da aviação geral, embora a Air Canada Jazz, uma subidiária da Air Canada, opere um voo entre o aeroporto e Ottawa. Está conectado ao continente através de um ferry que serve livremente os passageiros da linha aérea. O segundo aeroporto é a "Base Aérea Downsview" (C.F.B. Downsview), localizado em North York, que serve como uma base militar da Força Aérea do Canadá, bem como uma base de testes para a fabricante de aviões Bombardier. O Aeroporto Internacional de Hamilton é um aeroporto que serve como alternativa ao Lester B. Pearson. Não está localizado propriamente na Região Metropolitana de Toronto, mas sim, em Hamilton, localizado a 85 quilômetros sudoeste de Toronto, sendo uma base para linhas aéreas de baixo custo e voos charter. Outros aeroportos na Região Metropolitana de Toronto, que servem apenas a voos da aviação civil, estão localizadas em Buttonville, Markham, Oshawa, Brampton e Burlington. Voos com hidroplanos já foram operados entre Toronto e a região das Cataratas do Niágara. Este serviço já não existe mais.[carece de fontes?]
O Porto de Toronto, localizado próximo ao centro da cidade, movimenta cerca de dois milhões de toneladas de carga por ano, através de navios de pequeno e médio porte. Para o recebimento de navios de grande porte, Toronto faz uso do porto de Montreal (através de uma conexão via ferrovia). O transporte entre Toronto e as Ilhas Toronto é feita através de balsas. O serviço é fornecido pelo Departamento de Parques e Recreação de Toronto. As balsas diaramente pecorrem o trecho entre a Bay Street e às ilhas, parando em três delas.[carece de fontes?]

## Cultura

### Artes

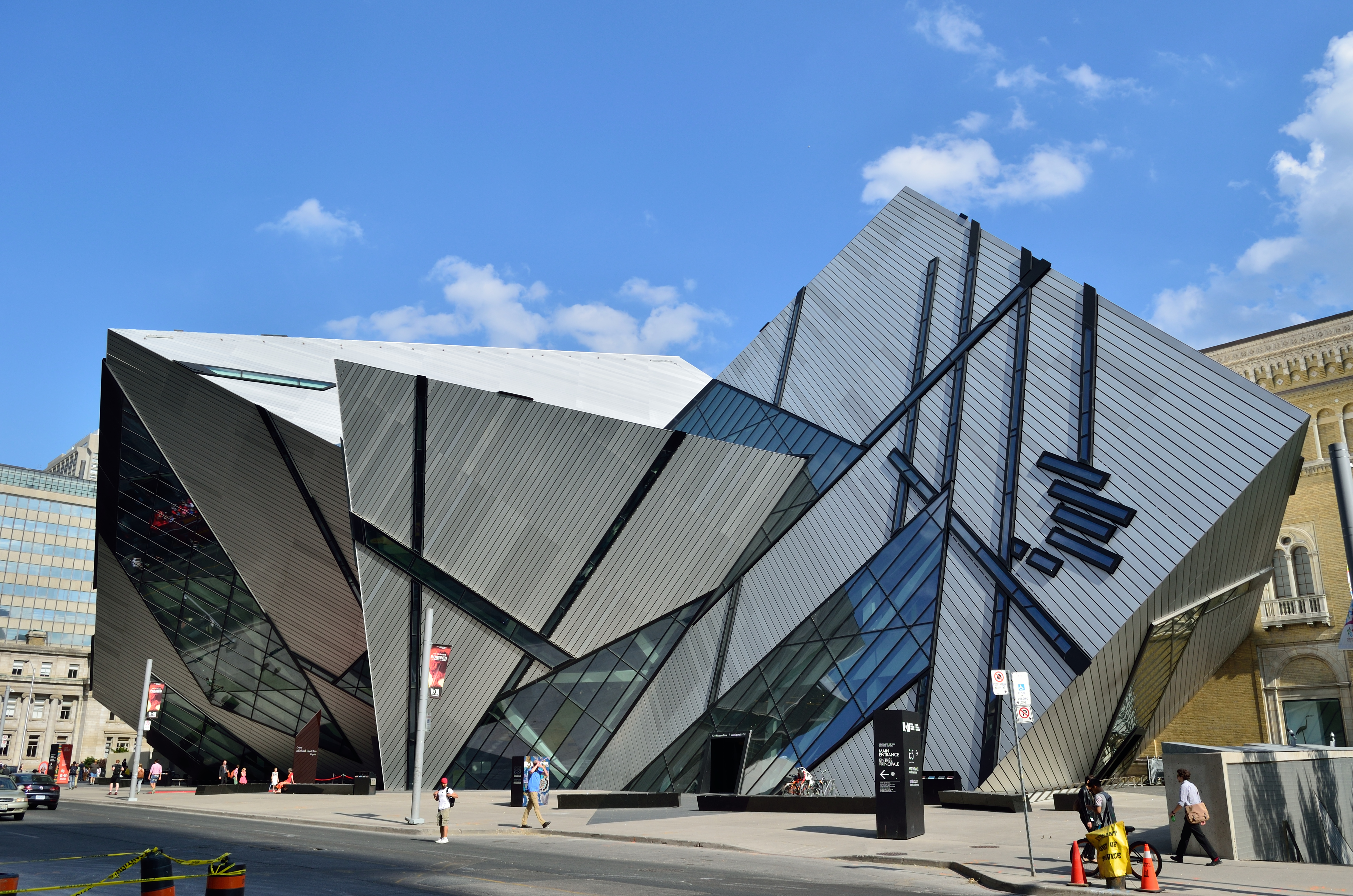
Museu Real de Ontário.

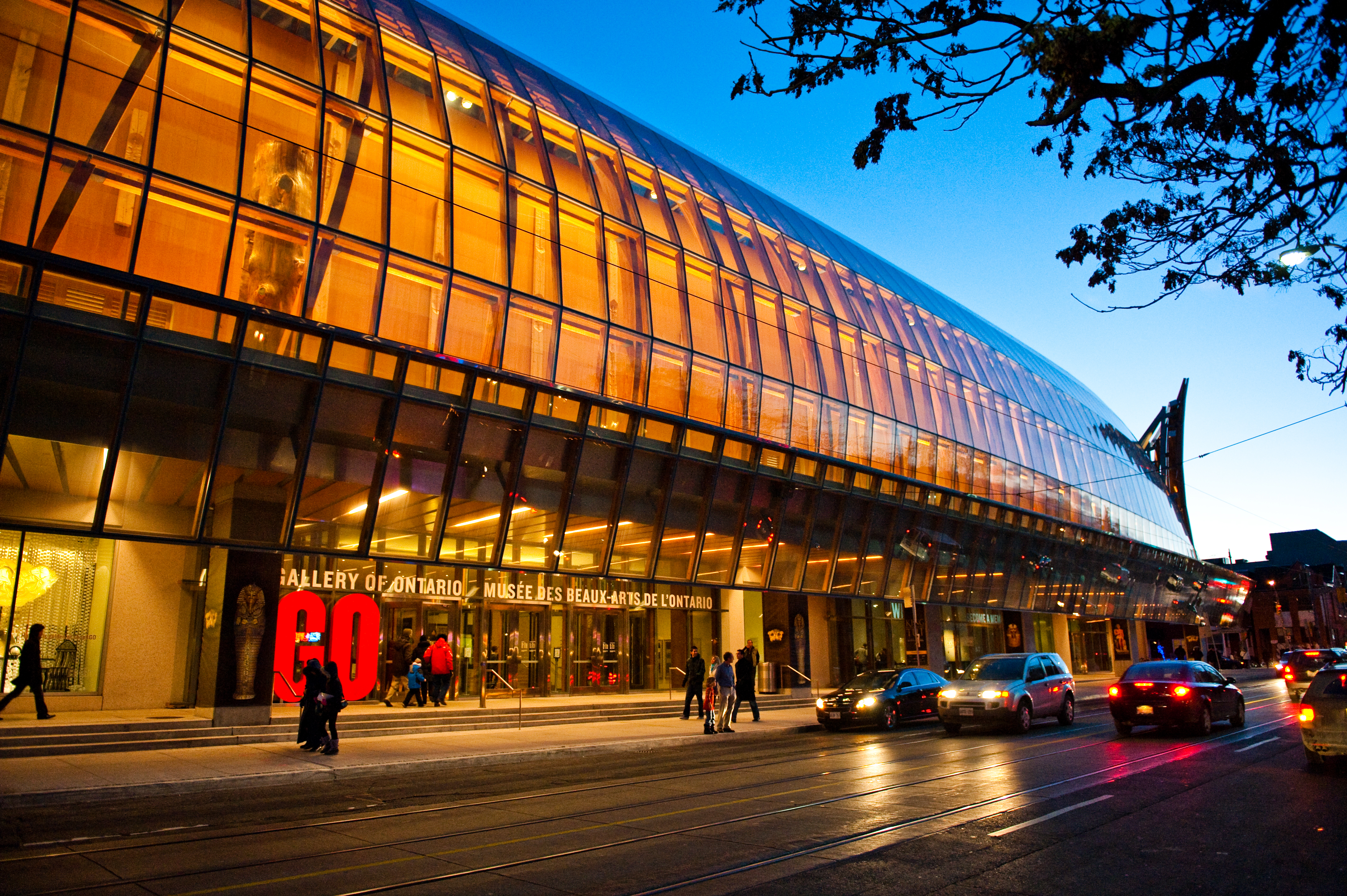
Galeria de Arte de Ontário.

Toronto possui vários museus, galerias de arte e instituições culturais. O Royal Ontario Museum é o maior museu do Canadá. Exibe ao público primariamente obras arqueológicas e paleontológicas. Possui uma das mais renomeadas coleções de objetos chineses antigos. O Art Gallery of Toronto abriga várias pinturas e esculturas feitas por artistas de renome internacional, tais como Henry Moore. O Ontario Science Center é um museu que lida com ciências e tecnologia. Está voltado especialmente para crianças. A região metropolitana de Toronto é o terceiro maior centro do teatro anglófono do mundo, perdendo apenas para Nova Iorque e Londres, com mais de 90 teatros espalhados pela metrópole. Vários teatros de renome estão localizados em Toronto, e várias companhias teatrais do Canadá estão sediadas na cidade. A National Ballet of Canada, o grupo de balé mais renomeado do Canadá, está sediada em Toronto. A maioria das apresentações do grupo são realizadas no Hummingbird Centre. A Canadian Opera Company, a principal ópera do país, está também sediada no Hummingbird Centre. Toronto é um centro da indústria cinematográfica da América do Norte, e a produção de filmes domésticos e internacionais é uma das principais fontes de renda da cidade. Toronto serve como cenário em diversos filmes, comumente representando grandes cidades americanas como Nova Iorque e Chicago. Muitos filmes americanos são lançados primeiramente em Toronto antes de ser lançada em maior escala. [carece de fontes?] A importância da indústria cinematográfica na cidade é evidente com o Toronto International Film Festival (Festival Internacional do Filme de Toronto), o maior festival cinematográfico do mundo, e rivalizando Cannes em importância. No total, a cidade possui mais de 50 companhias de balé e dança, seis companhias de ópera, e duas orquestras sinfônicas.[carece de fontes?]

### Mídia

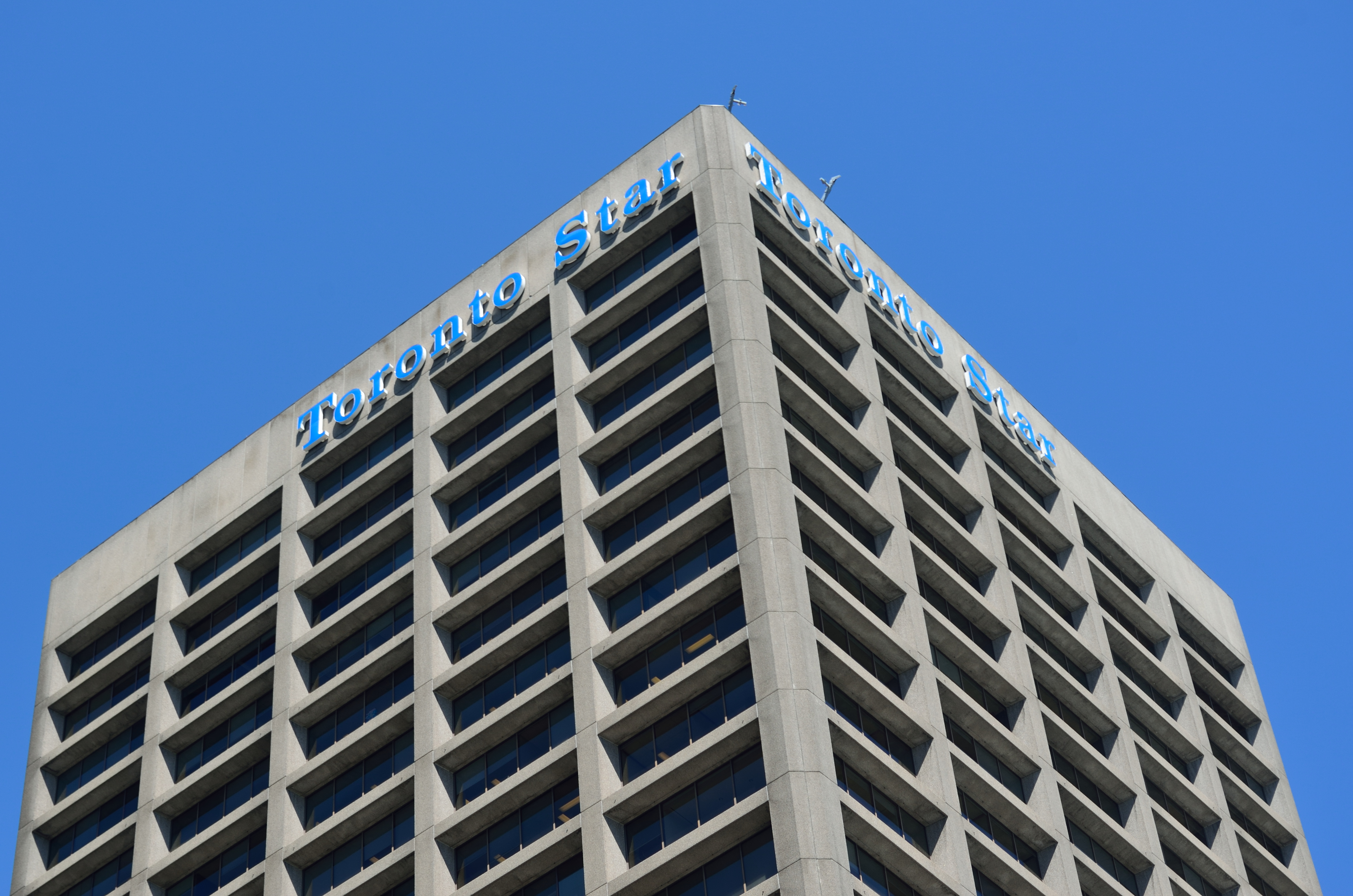
Sede do Toronto Star.

Em anos recentes, a cidade de Toronto tornou-se um dos centros da indústria cinematográfica do Canadá, juntamente com Vancouver, e um dos maiores da América do Norte, por causa do baixo preço na produção de filmes e shows de televisão no Canadá, em relação aos Estados Unidos. As ruas da cidade e seus monumentos podem ser vistos em uma variedade de filmes, que mimicam as ruas de grandes cidades americanas tais como Chicago e Nova Iorque. Toronto produz mais filmes e programas de televisão do que qualquer outra cidade das Américas, com exceção de Los Angeles e Nova Iorque.[carece de fontes?]

### Esportes

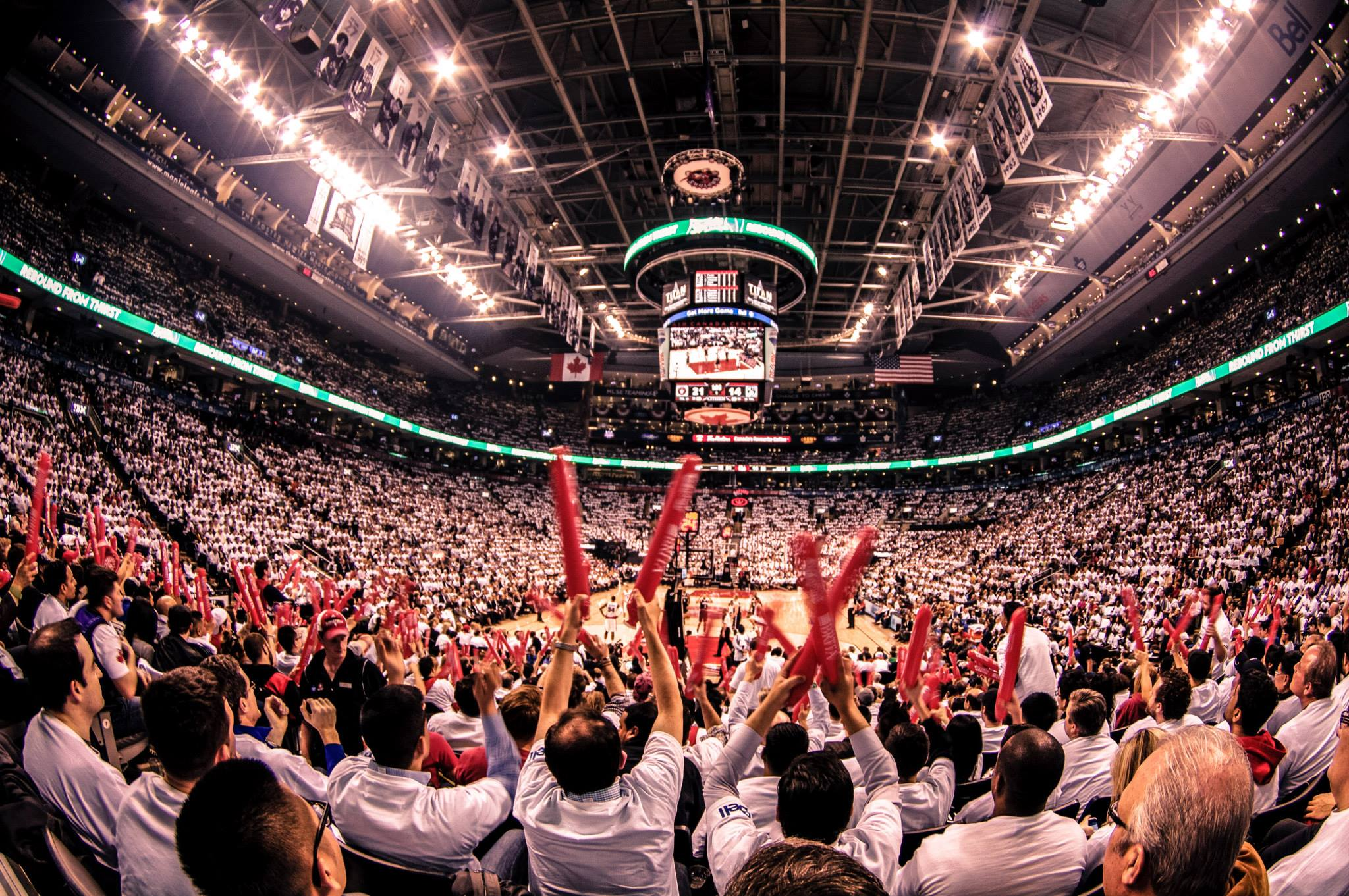
Scotiabank Arena casa do Toronto Maple Leafs e do Toronto Raptors.

Do lado da Torre CN, fica o Rogers Centre (antigo nome; SkyDome), um grande estádio, inaugurado em 1989, o primeiro do mundo com um teto totalmente retrátil, e casa dos Toronto Blue Jays (o principal time de basebol de Toronto). Na conjunção com a Bay Street, a York Street e a Gardiner Expressway encontra-se o Air Canada Centre. É a casa do Toronto Raptors (o principal time de basquete da cidade) e do Toronto Maple Leafs (principal time de hóquei no gelo da cidade). Todas as equipes mencionadas jogam nas principais ligas dos respectivos esporte na América do Norte. O Hockey Hall of Fame, onde estão homenageados os mais renomados atletas do hóquei no gelo.
O Toronto Argonauts é o principal time de futebol canadense da cidade, manda seus jogos no BMO Field. O Toronto Lynx, que joga na USL, e o Toronto FC, que joga na MLS desde o ano de 2007, são os principais times de futebol da cidade.[carece de fontes?]
Desde 1986, a cidade recebe uma etapa fixa da Fórmula Indy, no Prince's Boulevard, o Honda Indy Toronto - Grande Prêmio de Toronto; Paul Tracy é, até hoje, o único canadense a vencer esta etapa: 1993 e 2003; Emerson Fittipaldi (1987) e Cristiano da Matta (2002), são os brasileiros vencedores desta corrida. A edição de 14 de julho de 1996 foi marcada pelo acidente trágico que matou o piloto americano Jeff Krosnoff e o fiscal de pista Gary Avrin.